# Protestos contra a guerra de Gaza nos Estados Unidos

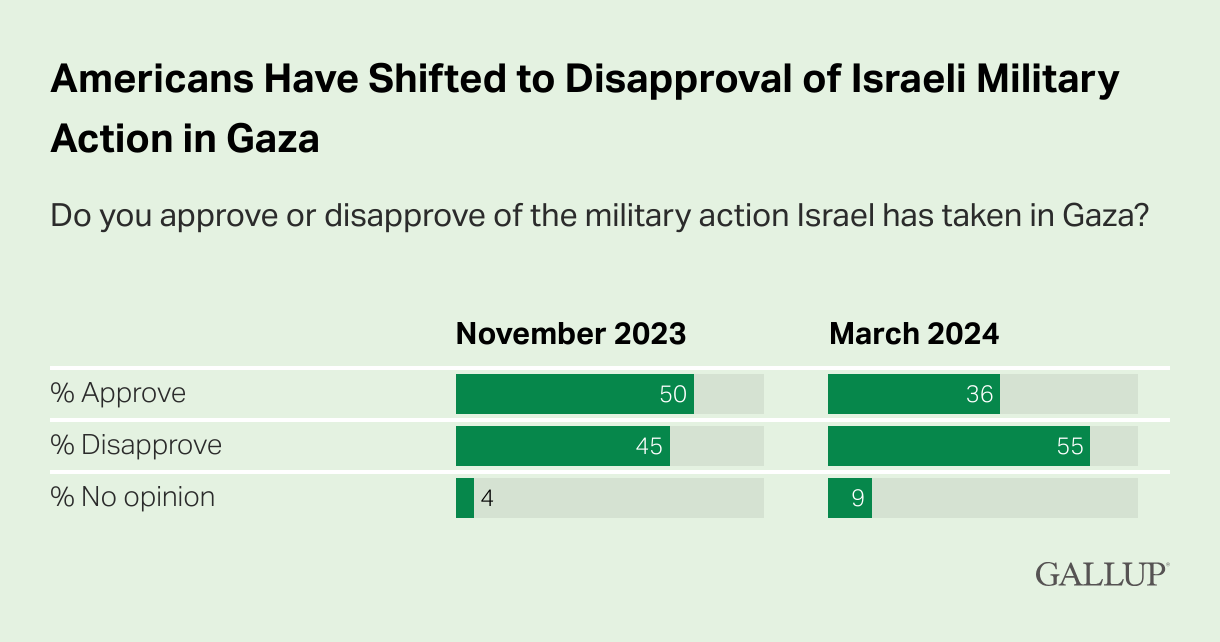
A Pesquisa Gallup mostra a mudança na opinião pública dos EUA, de uma aprovação majoritária (novembro de 2023) para uma desaprovação majoritária (março de 2024) da ação militar israelense em Gaza.

Os protestos contra a Guerra de Gaza, também chamada Guerra Israel-Hamas, incluindo comícios, manifestações, campanhas e vigílias, têm ocorrido em todo os Estados Unidos desde o início do conflito em 7 de outubro de 2023. Esses eventos fazem parte de um fenômeno mais amplo dos Protestos da Guerra de Gaza [en] ao redor do mundo.
Nos primeiros dez dias da guerra, as manifestações pró-Israel, em apoio ao país após o ataque liderado pelo Hamas e focadas na crise de reféns israelenses, foram predominantes. No entanto, elas foram superadas em número por protestos pró-Palestina contra a guerra, que pediam um cessar-fogo [en] e o fim da ocupação israelense. Os manifestantes pró-Palestina criticaram o apoio militar e diplomático dos EUA a Israel [en], a invasão de Israel [en] na Faixa de Gaza, o genocídio de gazenses e outros crimes de guerra cometidos por Israel [en]. Esses protestos contaram com a participação de grupos judaicos e alguns funcionários da administração dos EUA.
Até 5 de dezembro de 2023, mais de 1 milhão de americanos haviam participado de protestos relacionados ao conflito, em mais de 2.600 eventos: 442 em apoio a Israel e 2.100 em apoio à Palestina. Uma escalada de protestos pró-Palestina em campi universitários começou em 17 de abril de 2024.
Quatro pessoas se autoimolaram em protesto contra a guerra: uma mulher não identificada, coberta com uma bandeira palestina, em 1º de dezembro de 2023, em Atlanta, Geórgia, que sobreviveu com ferimentos graves; Aaron Bushnell, um militar de 25 anos da Força Aérea dos Estados Unidos, em Washington, D.C., que morreu no hospital em 25 de fevereiro de 2024; o terceiro caso, do ativista antiguerra Matt Nelson, ocorreu em Boston em setembro de 2024; e o quarto caso aconteceu em Washington, D.C., em outubro de 2024.

## Nacional
Protestos pró-Palestina ocorreram em várias cidades dos Estados Unidos durante a Black Friday, com ativistas convocando ações para "parar tudo" em solidariedade à Palestina. Houve manifestações em Los Angeles; Chicago; Troy, Michigan; São Luís, Missouri; Estero, Flórida; e em muitas outras cidades.
Até 5 de dezembro de 2023, segundo o Nonviolent Action Lab de Harvard e o Crowd Counting Consortium, mais de 1 milhão de americanos haviam participado de protestos relacionados ao conflito.
"Ceasefire carols" (cânticos por cessar-fogo) foram organizados por ativistas em várias cidades dos Estados Unidos antes do Natal de 2023. Sarah Abbott, que ajudou a organizar um cântico em frente à casa da senadora Amy Klobuchar, foi citada pelo CBS Minnesota dizendo: "Nosso governo está financiando esse genocídio, cristãos brancos historicamente e atualmente desempenham papéis importantes na perpetuação do Sionismo, e como pessoas de consciência, não podemos ficar caladas." Os cânticos por cessar-fogo ocorreram em Minneapolis, Minnesota; Louisville, Kentucky; Salt Lake City, Utah; e em pelo menos outras 17 cidades.
Em 27 de dezembro de 2023, manifestantes bloquearam o acesso a aeroportos, incluindo o Aeroporto Internacional John F. Kennedy e o Aeroporto Internacional de Los Angeles.
Em fevereiro de 2024, um relatório conjunto do Centro pelos Direitos Constitucionais e da Palestine Legal [en] apontou amplos ataques legais contra o ativismo pró-Palestina, descrevendo-os como "um ataque perigoso à liberdade de expressão e associação protegida pela Constituição".
Em resposta às ações da Administração Biden em apoio à abordagem do primeiro-ministro israelense Benjamin Netanyahu na guerra, muçulmanos e árabes americanos [en] lançaram a campanha "Abandon Biden" (Abandone Biden), para desencorajar votos em Biden na eleição presidencial de 2024. Líderes dos sindicatos United Electrical Workers [en] e United Auto Workers prometeram usar sua influência eleitoral para pressionar por um cessar-fogo.
Em abril de 2024, Larry Hebert, militar da Força Aérea dos EUA e membro da Veterans for Peace [en], iniciou uma greve de fome para chamar atenção para as crianças famintas em Gaza. Os Protestos do Dia do Imposto [en] ocorreram no dia 15 de abril. Após a repressão policial à Ocupação pró-Palestina na Universidade Columbia em 2024 [en] em 18 de abril, acampamentos de solidariedade a Gaza se espalharam por diversos campi universitários nos EUA, incluindo MIT, Universidade de Washington em St. Louis, Universidade de Maryland e Universidade Tufts.
Em 9 de fevereiro de 2025, um manifestante carregando uma bandeira palestina interrompeu a apresentação de Kendrick Lamar durante o Show do intervalo do Super Bowl LIX [en].

### Eventos da eleição presidencial de 2024
Após o Ataque liderado pelo Hamas em 2023 contra Israel e a crise humanitária em Gaza, o presidente Biden enfrentou oposição contínua e interrupções em eventos por uma minoria expressiva de progressistas, árabes-americanos e muçulmanos devido à sua gestão do conflito e à criação de um movimento de voto de protesto [en] contra ele.
Em um comício de campanha na Virgínia em 23 de janeiro de 2024, o presidente em exercício Joe Biden foi interrompido mais de uma dúzia de vezes por manifestantes que pediam um cessar-fogo. No dia seguinte, ele foi novamente interrompido por manifestantes antiguerra em Washington, D.C., durante um comício de apoio realizado pelo United Auto Workers. Após esses protestos, a campanha de Biden tomou medidas "extraordinárias" para evitar interrupções de manifestantes pró-Palestina, como evitar campi universitários, contratar empresas privadas para triar participantes e não divulgar previamente os locais dos eventos. Em 10 de março, um manifestante em um evento de campanha de Biden interrompeu seu discurso, dizendo: "Você é um ditador, Joe Genocídio. Dezenas de milhares de palestinos estão mortos. Crianças estão morrendo". Manifestantes interromperam Biden durante um discurso sobre saúde na Carolina do Norte, afirmando: "Hospitais em Gaza estão sendo bombardeados", ao que Biden respondeu: "Eles têm razão. Precisamos levar muito mais ajuda a Gaza".
Em 28 de março, Biden realizou um evento de arrecadação de fundos para sua campanha presidencial no Radio City Music Hall, acompanhado pelos ex-presidentes Barack Obama e Bill Clinton, além de outras celebridades. Biden e os ex-presidentes foram repetidamente vaiados por manifestantes pró-Palestina durante o evento, e uma manifestação ocorreu do lado de fora para protestar contra as políticas da administração Biden em Gaza. Segundo Nerdeen Kiswani [en], organizadora do Within Our Lifetime [en], cerca de mil pessoas estiveram presentes. Em abril de 2024, Biden cancelou um Iftar planejado devido à resistência de convidados americanos muçulmanos. Durante o Jantar dos Correspondentes da Casa Branca de 2024 [en], manifestantes gritaram "Vergonha!" para os convidados que chegavam.

### Protestos pró-Palestina em campi universitários
Mais de 3.100 manifestantes foram presos nos EUA, incluindo professores e funcionários, em mais de 60 campi universitários. As manifestações começaram a se espalhar pelos EUA em 22 de abril de 2024, quando estudantes de várias universidades da Costa Leste — incluindo a Universidade de Nova Iorque, a Universidade Yale, o Emerson College, o Instituto de Tecnologia de Massachusetts (MIT) e a Universidade Tufts — iniciaram ocupações de campi, enfrentando prisões em massa em Nova Iorque e Yale. Nos dias seguintes, protestos surgiram por todo o país, com acampamentos estabelecidos em mais de 40 campi. Em 25 de abril, ocorreram prisões em massa no Emerson College, na Universidade do Sul da Califórnia e na Universidade do Texas em Austin.
A repressão continuou em 27 de abril, resultando em cerca de 275 prisões na Washington, na Northeastern, na Arizona State e na Universidade de Indiana em Bloomington. Vários professores foram detidos na Universidade Emory, e na Universidade Washington em St. Louis, funcionários da universidade também foram presos. Em 28 de abril, contraprotestos ocorreram no MIT, na Universidade da Pensilvânia e na Universidade da Califórnia em Los Angeles (UCLA). Em 30 de abril, cerca de 300 manifestantes foram presos na Universidade de Columbia e no City College de Nova Iorque, e contramanifestantes pró-Israel atacaram a ocupação do campus da UCLA. No dia seguinte, mais de 200 prisões foram realizadas na UCLA.

### Protestos Queer pró-Palestina
Durante as paradas do Orgulho ao longo de 2024, manifestantes pró-Palestina realizaram contraprotestos contra as celebrações. Muitos interromperam as paradas, gerando significativa controvérsia.

## Centro-Oeste

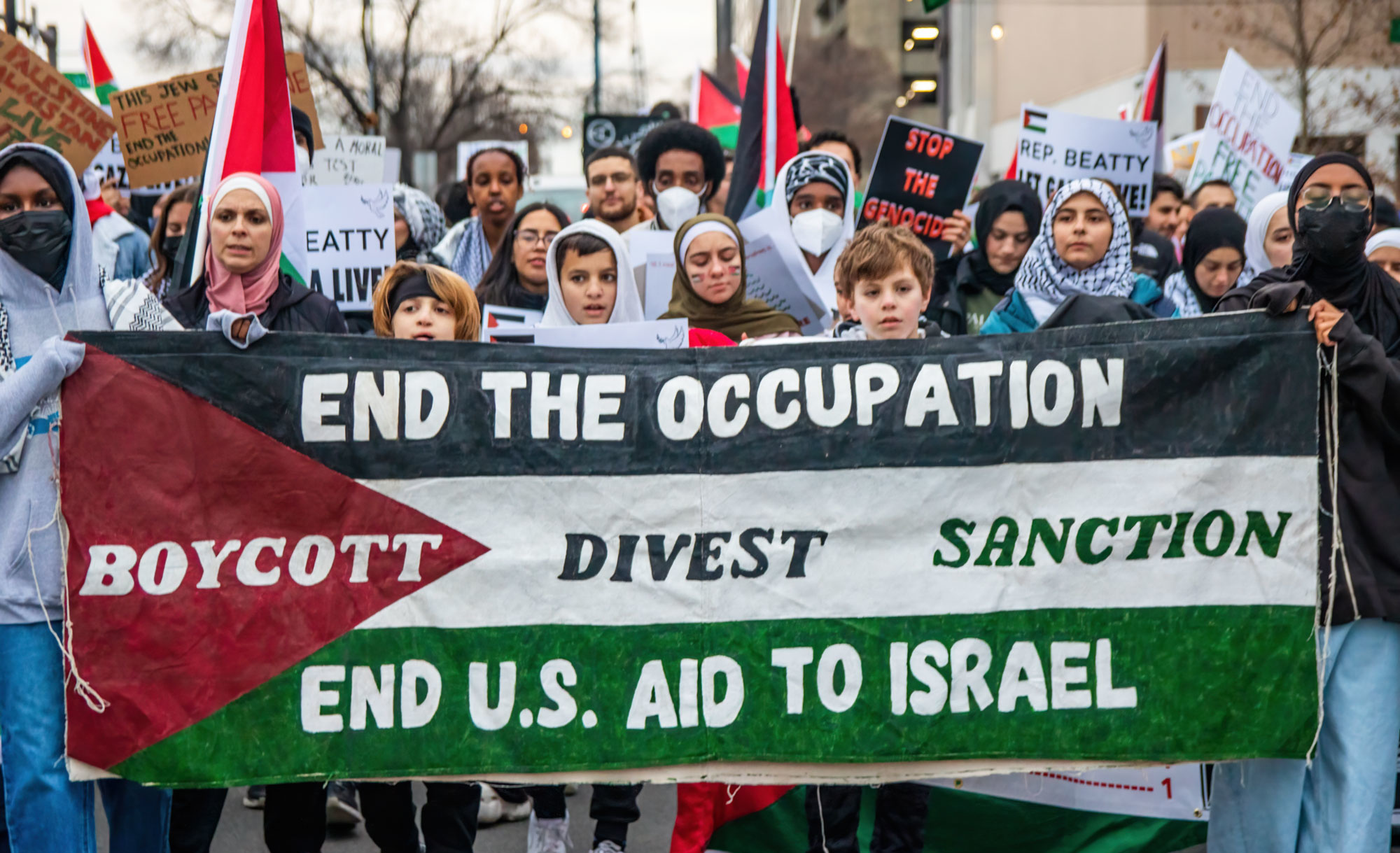
Protesto pró-Palestina em Columbus, Ohio, 22 de dezembro de 2023

### Illinois
Em 14 de outubro de 2023, um protesto em Chicago pediu a libertação dos reféns capturados pelo Hamas, paz para israelenses e palestinos e o fim de todas as mortes de civis. Em 24 de outubro, dois homens foram presos após um deles disparar para o ar e outro usar spray de pimenta contra manifestantes pró-Palestina em um evento de solidariedade a Israel perto de Chicago. Na Black Friday, cerca de mil manifestantes marcharam pelo distrito comercial da Magnificent Mile para condenar a violência em Gaza. A polícia fechou ruas e usou limpa-neves para conter os manifestantes. Na véspera da véspera de Natal, uma grande caravana de carros organizada por um grupo pró-Palestina bloqueou a I-90 perto do Aeroporto Internacional O'Hare. Na véspera de Ano Novo, centenas de manifestantes pró-Palestina marcharam em Chicago, bloqueando novamente a I-90 e também a I-94. Em 5 de janeiro de 2024, manifestantes na Estação Union de Chicago protestaram por um cessar-fogo.
Em 19 de agosto, milhares protestaram perto do United Center no primeiro dia da Convenção Nacional Democrata de 2024. Alguns derrubaram cercas de segurança enquanto outros gritavam "Fim à ocupação agora!" e "O mundo inteiro está assistindo! [en]", em referência aos manifestantes contra a Guerra do Vietnã na Convenção Nacional Democrata de 1968.

### Indiana

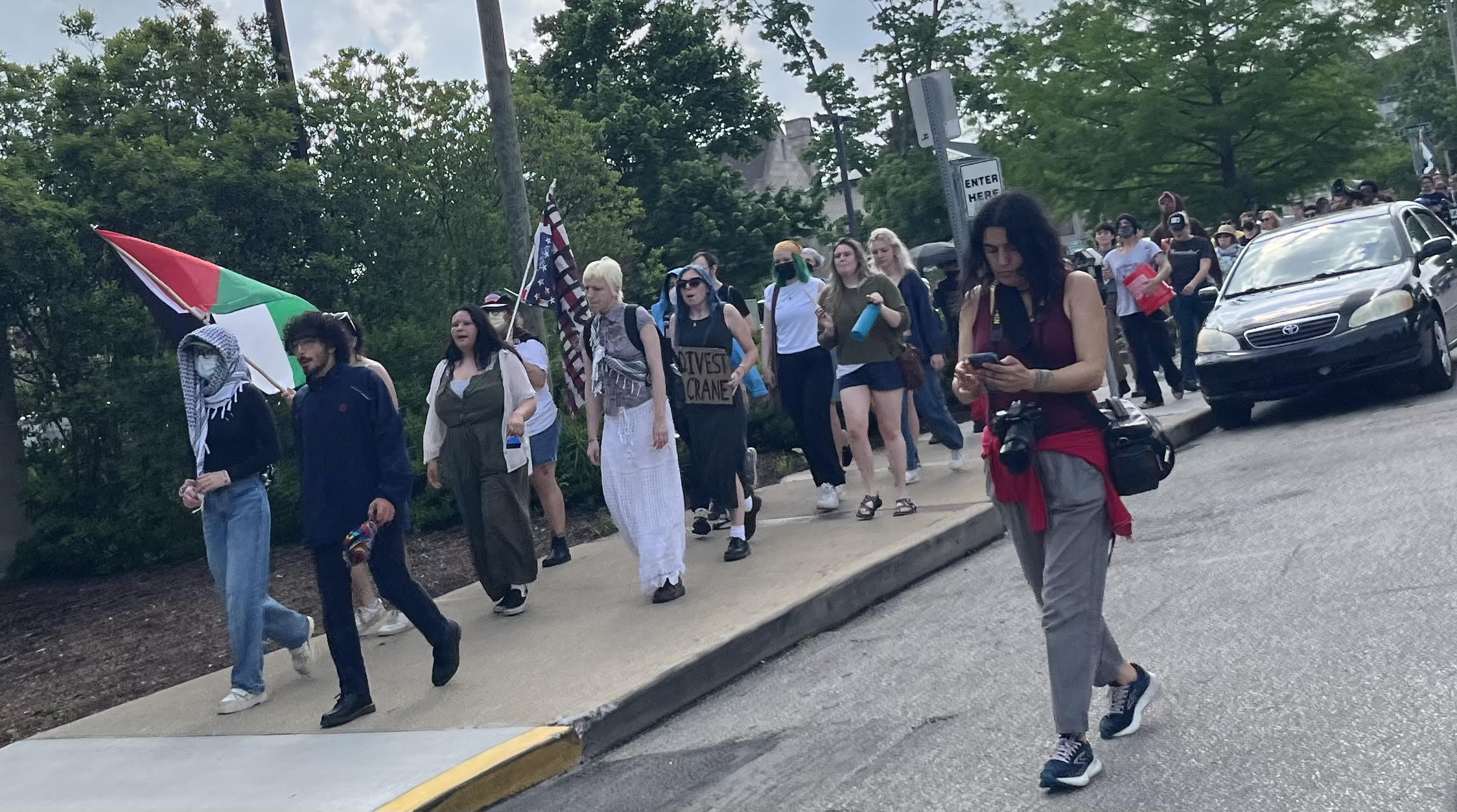
Manifestantes pró-Palestina em Bloomington em 7 de maio de 2024

Protestos pró-Israel e pró-Palestina ocorreram em lados opostos do Monumento aos Soldados e Marinheiros [en] em Indianápolis em 12 de outubro de 2023. Um protesto pró-Palestina aconteceu em 8 de janeiro de 2024, também no Monumento aos Soldados e Marinheiros, com cerca de 30 participantes inicialmente, número que aumentou para aproximadamente 60 após o grupo se deslocar para protestar em frente à residência do senador dos Estados Unidos Todd Young.
Em 25 de abril, um protesto pró-Palestina ocorreu em frente à residência do governador estadual Eric Holcomb, resultando na prisão de quatorze pessoas. Além disso, manifestantes bloquearam a Rua Meridian em Indianápolis no mesmo dia, o que levou o Departamento de Polícia Metropolitana de Indianápolis a ameaçar prendê-los.
Em setembro de 2024, duas pessoas foram acusadas de bloquear a entrada de uma instalação da Raytheon em Fort Wayne, entregando cartas aos funcionários pedindo que encontrassem outro uso para seus produtos. As acusações foram retiradas em dezembro.

### Iowa
Um comício pró-Palestina foi realizado em Cowles Commons, no centro de Des Moines, em 10 de outubro de 2023, com a participação de cerca de 80 pessoas.
Em 25 de outubro, centenas de estudantes do Grinnell College realizaram uma saída coletiva exigindo que a instituição encerrasse qualquer apoio financeiro a Israel. Em 4 de novembro, mais de 100 estudantes da Universidade de Iowa e membros da comunidade de várias partes de Iowa se reuniram para um comício em apoio à Palestina, pedindo justiça, paz e liberdade contra a opressão de Israel. Em 17 de dezembro, cerca de 150 manifestantes se reuniram em duas demonstrações distintas em frente a Terrace Hill [en], a residência oficial da governadora de Iowa, Kim Reynolds, enquanto ela organizava uma festa de Natal. Uma das manifestações, intitulada "Sem Justiça, Sem Natal", era pró-Palestina, enquanto a outra, com 40 participantes, apoiava as Agências de Educação da Área (AEAs) de Iowa. Outros manifestantes criticaram a recente legislação anti-LGBTQ+ [en] no estado, e um artista local de drag realizou uma performance.

### Kansas
Em 14 de novembro de 2023, 500 bandeiras em memória dos 10 mil palestinos mortos entre 7 de outubro e 14 de novembro foram colocadas no gramado da Biblioteca Watson, na Universidade do Kansas. O evento foi organizado pela Associação de Estudantes Muçulmanos e pelo Al-Hadaf KC. A Associação de Estudantes Muçulmanos e a Associação de Estudantes do Oriente Médio organizaram uma saída estudantil em apoio à Palestina em 20 de novembro, com o objetivo de fazer o chanceler da universidade, Doug Girod [en], emitir uma declaração de solidariedade ao povo palestino. Em 30 de novembro, ativistas pró-Palestina organizaram um protesto sentado no Strong Hall, no campus da Universidade do Kansas, pendurando faixas dentro e fora do prédio. Os manifestantes pediram novamente uma declaração do chanceler e criticaram o envolvimento da universidade com a Agência de Projetos de Pesquisa Avançada de Defesa e a Fundação Binacional de Ciência EUA-Israel [en]. Em 2 de março de 2024, mais de 100 ativistas marcharam pela Rua Massachusetts pedindo "mãos fora de Rafah", mais ajuda humanitária e o voto não comprometido [en] nas primárias do Partido Democrata de 2024.
No primeiro dia de Chanucá, 7 de dezembro, cerca de duas dezenas de ativistas da Jewish Voice for Peace ocuparam o escritório de Sharice Davids [en] em Overland Park, Kansas, pedindo um cessar-fogo e mais ajuda humanitária para Gaza. Os manifestantes carregavam cartazes com frases como "Chanucá pelo cessar-fogo" e "Pare de financiar o genocídio".

### Michigan
Um grupo de ativistas pró-cessar-fogo se reuniu no Edifício Federal Gerald R. Ford em Grand Rapids, Michigan, em 7 de novembro de 2023, resultando na prisão de três pessoas que se recusaram a deixar o escritório da representante Hillary Scholten [en]. Em Detroit, uma parada do Dia de Ação de Graças foi interrompida por cerca de 200 manifestantes pró-Palestina. Em 1º de fevereiro de 2024, um grupo de Árabes-americanos protestou contra a chegada de Joe Biden para uma parada de campanha em Dearborn.
No Dia de Quds [en] de 2024 (5 de abril), um comício pró-Palestina foi organizado em Dearborn (cidade considerada a capital dos Árabes-americanos), onde alguns manifestantes gritaram "Morte à América" e "Morte a Israel". O Comitê Al Quds de Detroit, que organizou o comício, publicou no Facebook que os gritos foram "errados" e "um erro", mas que continuarão a criticar a política externa dos Estados Unidos.
O prefeito Abdullah Hammoud [en] discursou em um comício em Dearborn em 24 de setembro de 2024, logo após o ativista Osama Siblani [en]. Os dois se abraçaram quando Hammoud subiu ao palco com Siblani. Siblani pediu para "devolver [os israelenses] à Polônia" e elogiou o líder do Hezbollah, Hassan Nasrallah. Hammoud não abordou os elogios ao líder do Hezbollah nem os gritos da multidão de "morte a Israel", e não respondeu aos pedidos de comentário da mídia.

### Minnesota

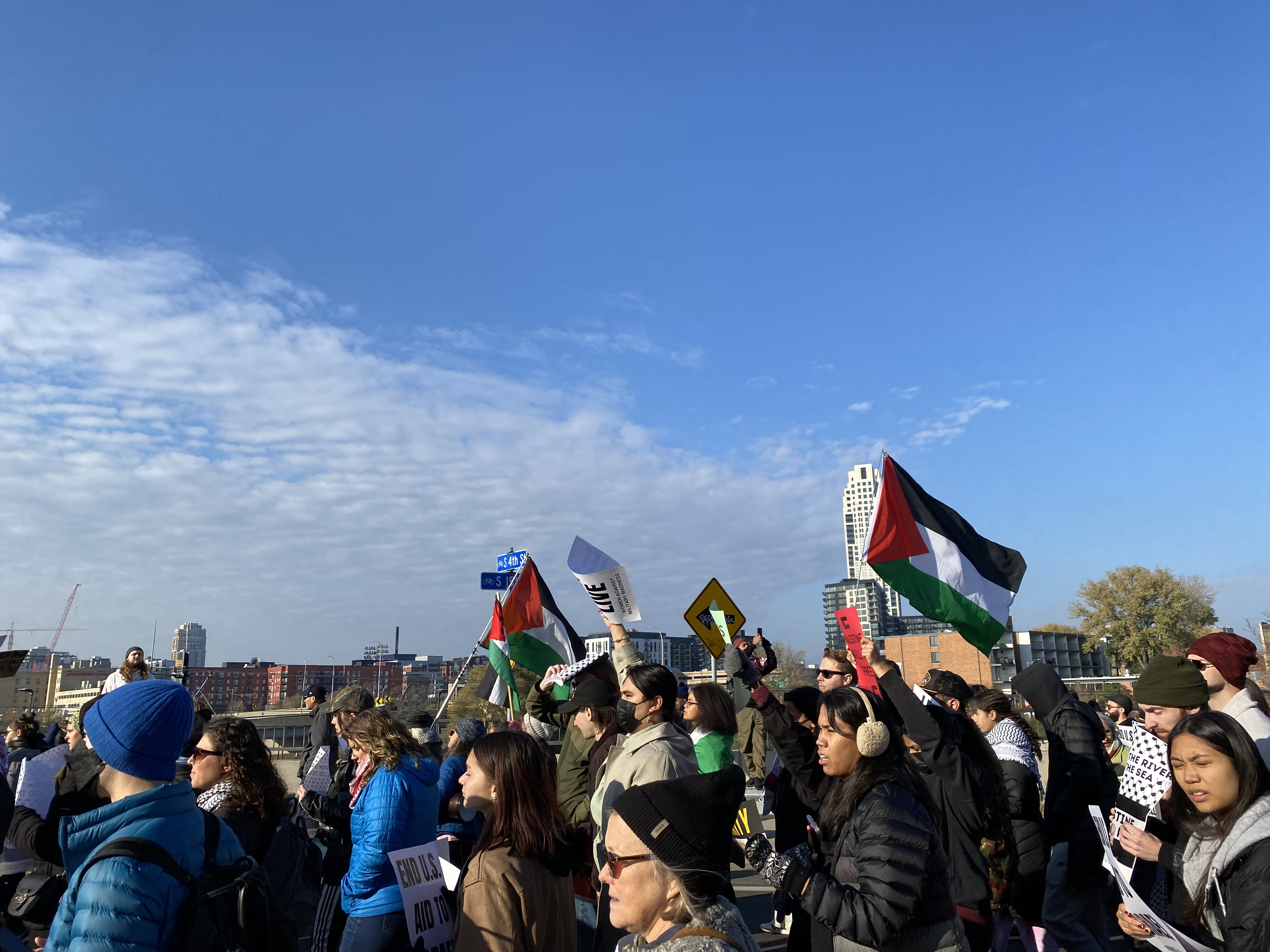
Manifestantes pró-Palestina em Minneapolis em 4 de novembro de 2023

Em 10 de outubro de 2023, uma reunião de solidariedade pró-Israel ocorreu na Sinagoga Beth El em St. Louis Park. A senadora dos EUA Amy Klobuchar discursou: "Eles estão tentando destruir Israel. Não vamos deixar isso acontecer". Em 18 de outubro, uma grande multidão se reuniu em frente ao Capitólio do Estado de Minnesota em St. Paul para apoiar os palestinos. Em 22 de outubro, em Minneapolis, um comício pró-Palestina ocorreu na Ponte Irene Hixon Whitney. À tarde, um carro atravessou a multidão, resultando em um confronto. Um homem foi preso em Minneapolis após dirigir através de uma multidão de ativistas antiguerra. Em 1º de novembro, um manifestante interrompeu um discurso de Joe Biden em Minneapolis pedindo um cessar-fogo, levando Biden a responder que era necessária uma "pausa" humanitária. Em 11 de novembro, centenas de ativistas marcharam de Cathedral Hill até o capitólio estadual exigindo um cessar-fogo.
Setenta manifestantes pró-cessar-fogo protestaram em frente ao escritório do candidato presidencial democrata e congressista Dean Phillips em Minnetonka em 6 de dezembro. Centenas protestaram por um cessar-fogo em frente ao escritório de Amy Klobuchar em 8 de janeiro.
Em 1º de junho, a Twin Ports DSA realizou um comício em frente à Prefeitura de Duluth. Os oradores representaram perspectivas palestinas, indígenas, muçulmanas e judaicas, exigindo um cessar-fogo em Gaza, a revogação da Lei Anti-Boicote e Sanções de Minnesota e o fim de toda ajuda a Israel. O grupo então marchou até o Centro de Convenções e Entretenimento de Duluth [en], onde o Partido Democrata-Camponês-Trabalhista de Minnesota (DFL) estava endossando candidatos e selecionando delegados para a próxima Convenção Nacional Democrata de 2024.

### Missouri

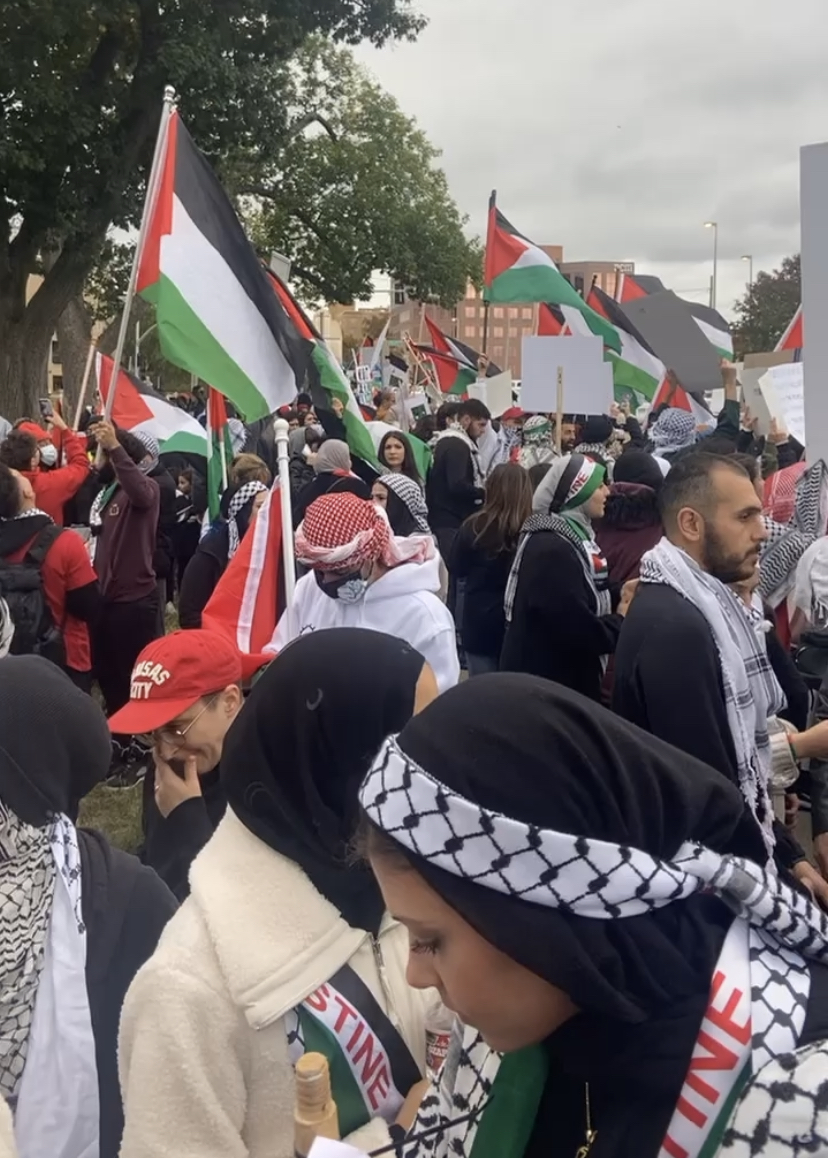
Ativistas pró-Palestina se reúnem à beira da estrada no Parque Mill Creek, em Kansas City, Missouri, em 14 de outubro de 2023

Em 6 de novembro, mais de 75 ativistas bloquearam as entradas da fábrica da Boeing no subúrbio de St. Charles, em St. Louis, onde a empresa produz bombas vendidas ao governo israelense. Cerca de 150 ativistas participaram de um segundo protesto em 21 de novembro, bloqueando novamente as entradas. Estudantes pró-Palestina da Universidade Washington em St. Louis (WashU) realizaram um die-in [en] para pressionar a universidade a cortar laços com a Boeing. Ativistas estudantis da Universidade de Missouri-St. Louis [en], da WashU e da Universidade Saint Louis exigiram, em uma carta apoiada por sete grupos estudantis, que suas instituições se desfizessem de investimentos e rompessem vínculos com a Boeing devido à fabricação de armas pela empresa.
Cerca de 600 moradores de Kansas City participaram de um ato pró-Israel em 9 de outubro. Em 15 de outubro, centenas de pessoas se reuniram no Parque Mill Creek para um protesto pró-Palestina. Em 8 de novembro, 30 ativistas ligados ao Al-Hadaf KC e ao KC Tenants [en] realizaram um protesto sentado em frente ao escritório do representante Emanuel Cleaver II [en], pedindo seu apoio à Resolução por um Cessar-Fogo Imediato [en]. Em 18 de novembro, Cleaver defendeu um cessar-fogo, mas não assinou a resolução. Em fevereiro de 2024, as Escoteiras dos EUA [en] ameaçaram processar uma seção de Missouri por fabricar pulseiras para crianças famintas em Gaza, o que levou a seção a se desligar da organização nacional.

## Nordeste

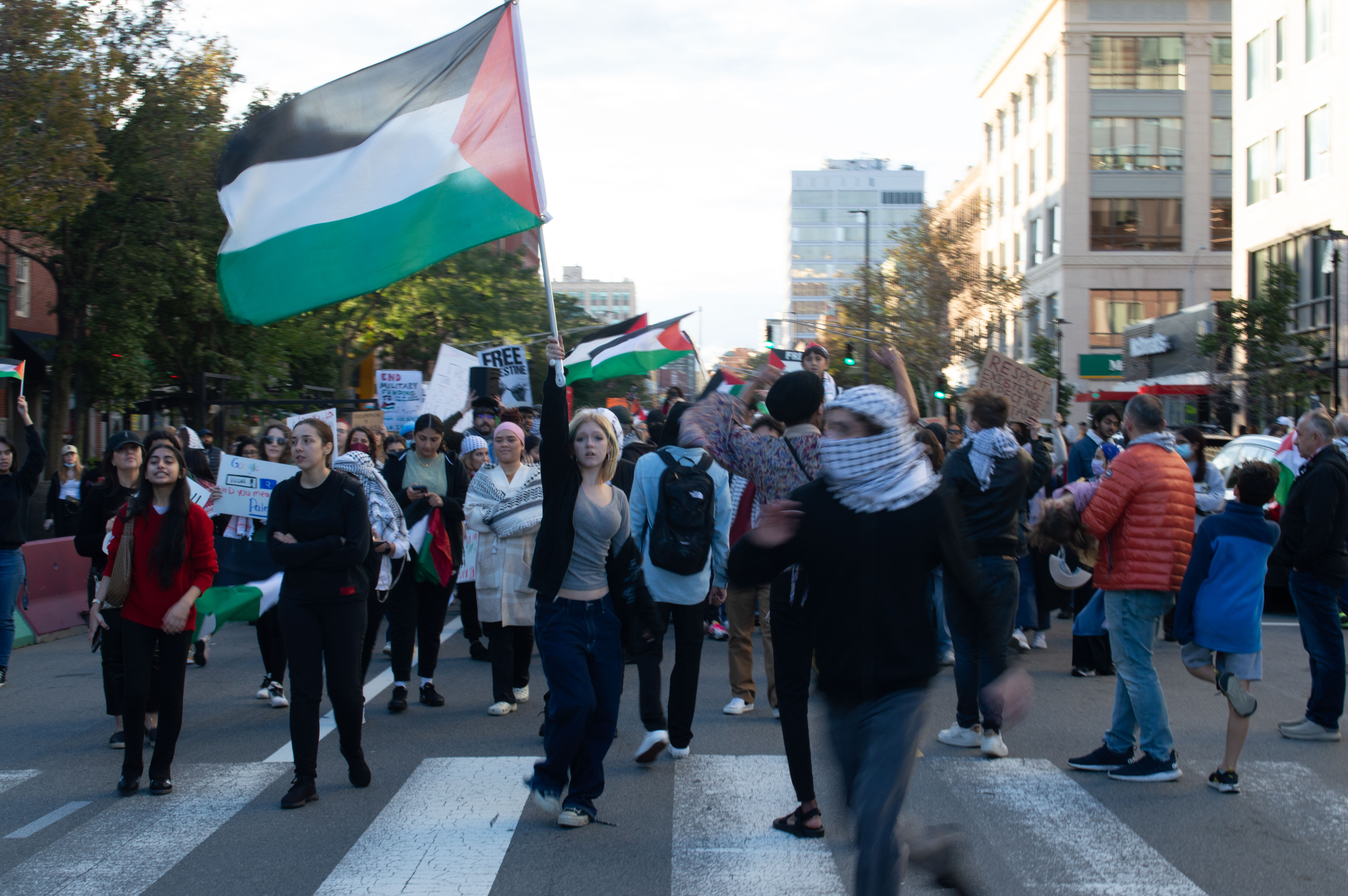
Estudantes protestam contra a guerra em Cambridge, Massachusetts, em 19 de outubro de 2023

Em Merrimack, New Hampshire, três manifestantes foram presos e acusados de tumulto, sabotagem, vandalismo, invasão de propriedade e conduta desordeira durante um protesto pró-Palestina realizado nos escritórios da Elbit Systems, uma empresa israelense de "defesa e segurança interna".
Em 11 de novembro, manifestantes pró-Palestina se reuniram perto da residência de Biden em Wilmington, Delaware, exigindo um cessar-fogo e acusando-o de genocídio. Em 23 de janeiro de 2024, manifestantes em um evento de campanha de Biden em Manassas, Virginia, entoaram "Hey Hey, Ho Ho, Genocide Joe" ("Ei, ei, ho, ho, Joe genocida"). O Conselho para as Relações Americano-Islâmicas pediu uma investigação federal sobre violações do direito internacional devido a um evento imobiliário planejado em uma sinagoga em Teaneck, Nova Jérsia, que venderia "terras roubadas" de palestinos nos territórios ocupados por Israel na Cisjordânia.
Em 3 de dezembro, manifestantes pró-Palestina protestaram em frente ao Goldie, um restaurante de falafel em Filadélfia, Pensilvânia. O proprietário judeu do restaurante estava doando os lucros para a organização israelense Friends of United Hatzalah, um fundo de emergência médica criado após os ataques de 7 de outubro. Dezenas de manifestantes foram presos enquanto protestavam contra os investimentos do Departamento do Tesouro da Pensilvânia [en] em títulos de Israel no Capitólio Estadual da Pensilvânia.

### Connecticut
Um protesto foi realizado no campus principal da Universidade de Connecticut em Storrs, organizado pelo capítulo da UConn SJP. Em 19 de abril de 2024, um protesto pró-Palestina ocorreu no campus da Universidade Yale em New Haven. Dias depois, a polícia prendeu 45 manifestantes no campus da Yale.
Um protesto pró-Palestina foi realizado em frente ao Capitólio Estadual de Connecticut em Hartford em 10 de abril de 2024. Em Middletown, dez manifestantes foram presos em 15 de abril por bloquear a entrada da instalação da Pratt & Whitney.

### Distrito de Colúmbia

#### Manifestações

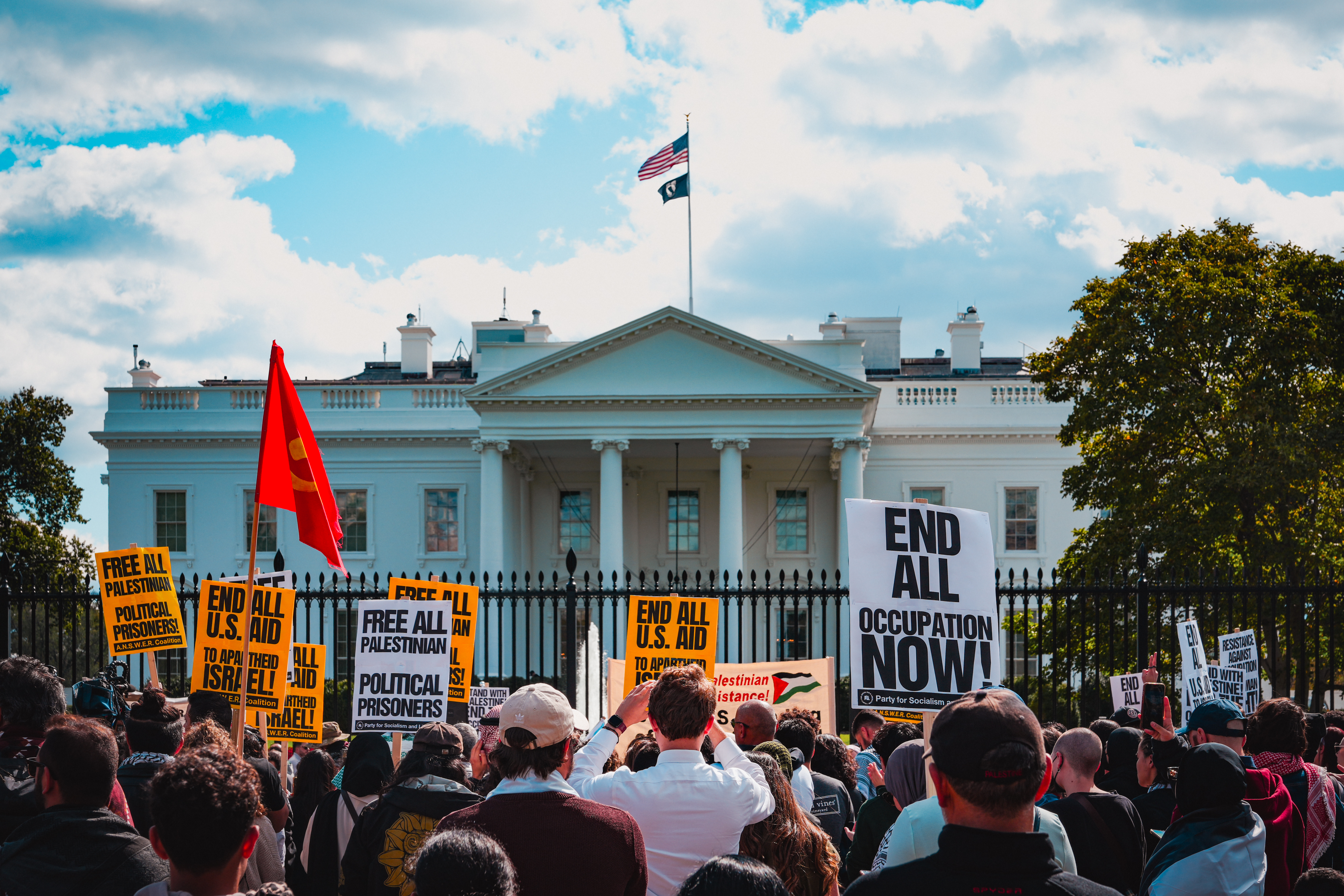
Protesto contra a guerra em Gaza na Casa Branca, Washington, D.C., em 8 de outubro de 2023

Ativistas judeus protestaram por um cessar-fogo em 16 de outubro na Casa Branca, recitando o Kaddish, entoando canções judaicas e gritando "Não em nosso nome". Quarenta e nove foram presos: 16 por bloquear entradas e 33 por ultrapassar barreiras de segurança. Em 15 de novembro, a sede do Comitê Nacional Democrata foi evacuada pela Polícia do Capitólio dos EUA durante uma manifestação pró-Palestina, parcialmente organizada pela IfNotNow [en], que relatou que "a polícia está sendo extremamente violenta". Seis policiais ficaram feridos. Em 27 de novembro, um grupo de mais de uma dúzia de legisladores estaduais e ativistas, incluindo a atriz e ex-candidata a governadora Cynthia Nixon, iniciou uma greve de fome na Casa Branca, exigindo um cessar-fogo permanente. Em 7 de dezembro, um grupo de médicos pediu um cessar-fogo no Capitólio. Em 11 de dezembro, vinte idosos judeus foram presos após se acorrentarem à cerca da Casa Branca em protesto contra a guerra.

Em 4 de novembro, entre 100.000 e 300.000 pessoas participaram da "Marcha Nacional em Washington: Palestina Livre [en]", o maior protesto pró-Palestina da história dos EUA. A marcha exigiu um cessar-fogo em Gaza, com muitos manifestantes condenando o genocídio em curso por Israel na Faixa de Gaza. Foi organizada pela A.N.S.W.E.R. [en], Partido para o Socialismo e a Libertação, Estudantes pela Justiça na Palestina [en] e outras entidades. Contou com o apoio de mais de 450 organizações, incluindo Socialistas Democratas da América, Voz Judaica pela Paz [en], IfNotNow e a Campanha dos EUA pelos Direitos Palestinos [en].

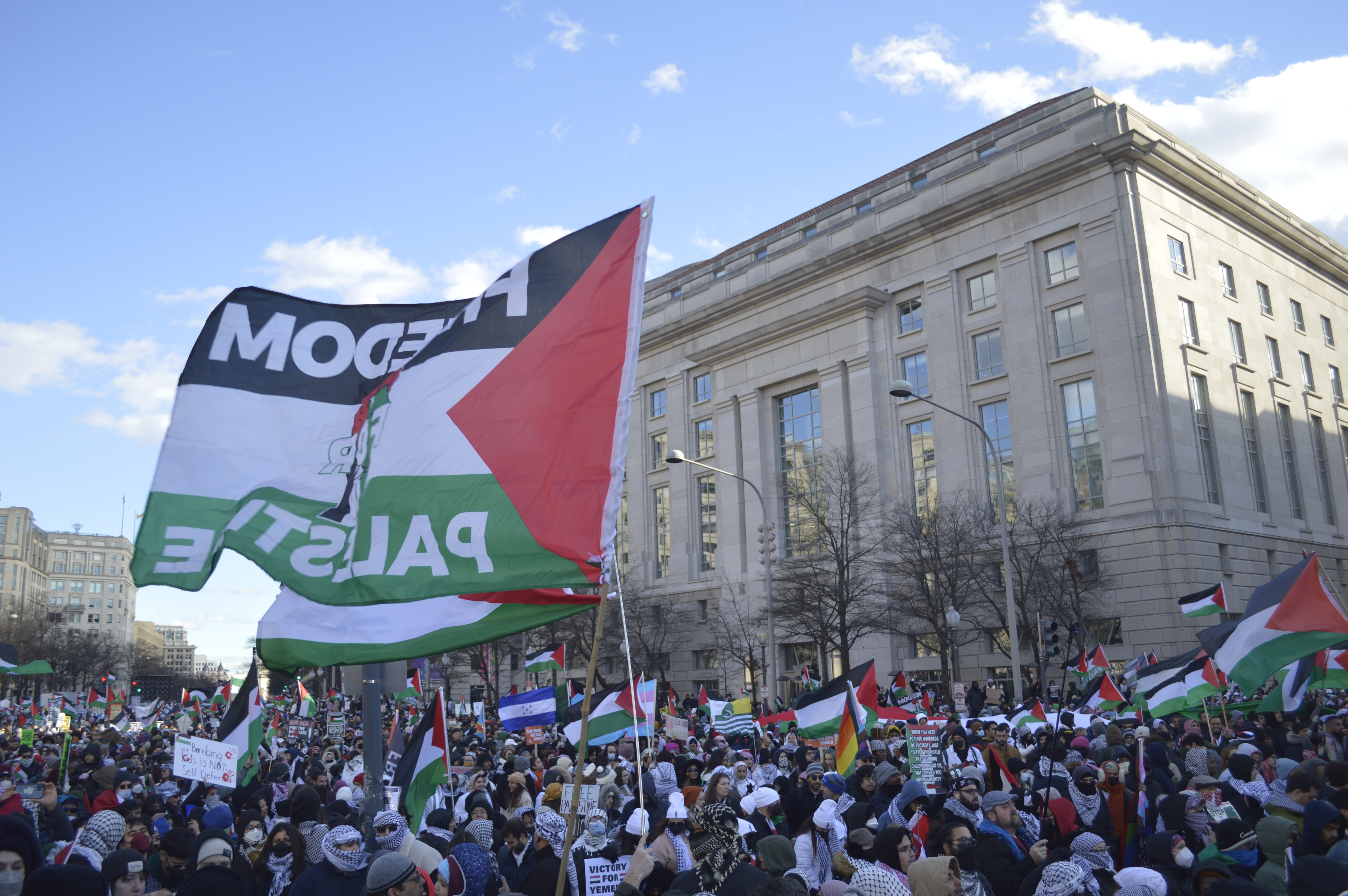
Marcha em Washington por Gaza, janeiro de 2024

 Em 14 de novembro, entre 100.000 e 290.000 pessoas participaram da "Marcha por Israel", que exigiu a libertação de reféns israelenses e denunciou o antissemitismo. O presidente israelense Isaac Herzog falou à multidão por vídeo, e a marcha durou cerca de duas horas, segundo os organizadores, a Federação Judaica da América do Norte e a Conferência de Presidentes das Principais Organizações Judaicas Americanas.
Em 13 de janeiro de 2024, milhares de manifestantes pró-Palestina se reuniram em Washington, D.C., como parte de um dia mundial de protestos contra a guerra.
Em 8 de junho de 2024, manifestantes exibiram uma faixa de "linha vermelha" enquanto milhares participavam de uma manifestação por um cessar-fogo na Casa Branca. A administração Biden condenou a retórica "repugnante" do evento, no qual manifestantes pró-Hamas e pró-Hezbollah pediram jihad e a morte de sionistas.
Em 5 de outubro de 2024, mais de mil manifestantes se reuniram na Praça Black Lives Matter antes do aniversário de um ano do dia 7 de outubro. Durante o protesto, houve uma tentativa de autoimolação quando um jornalista, gritando sobre desinformação [en], ateou fogo ao próprio braço.

#### Funcionários
Em 8 de novembro, mais de 100 funcionários do Congresso dos EUA realizaram uma greve exigindo um cessar-fogo. Um grupo de 40 estagiários da Casa Branca enviou uma carta ao presidente Biden afirmando que "não permanecerão mais em silêncio" sobre o genocídio em Gaza. Josh Paul, alto funcionário do Departamento de Estado, renunciou em protesto contra a política dos EUA em relação à guerra. Em 13 de dezembro, mais de 100 funcionários do Departamento de Segurança Interna afirmaram que a liderança da pasta "fechou os olhos para o bombardeio de campos de refugiados, hospitais, ambulâncias e civis". No mesmo dia, mais de três dezenas de funcionários da administração Biden realizaram um ato fora da Casa Branca pedindo um cessar-fogo. Em 14 de janeiro, antes de relatos de que funcionários federais planejavam uma greve em oposição à política do governo dos EUA em relação a Israel, o presidente da Câmara Mike Johnson declarou que o Comitê de Supervisão da Câmara [en] iria "garantir que cada agência federal inicie procedimentos disciplinares apropriados contra qualquer pessoa que abandone seu posto de trabalho".
Em 15 de maio, Lily Greenberg Call [en], assistente especial do chefe de gabinete do Departamento do Interior, tornou-se a primeira funcionária judia e a quinta no total a renunciar em protesto ao apoio dos EUA a Israel. Call alegou que Biden estava usando os judeus para justificar o envolvimento dos EUA no conflito.

#### Residências de Autoridades
Manifestantes protestaram fora da casa de Antony Blinken, acusando-o de participar de genocídio. Em 12 de dezembro, manifestantes interromperam um discurso da vice-presidente Kamala Harris, exigindo que ela pedisse um cessar-fogo. Um protesto ocorreu na residência de Lloyd Austin em 25 de dezembro. Manifestantes voltaram a protestar fora da casa de Blinken, incentivando os carros que passavam a buzinar. No final de janeiro de 2024, manifestantes começaram a acampar fora da residência de Blinken em protesto contra a guerra.

#### Edifícios Governamentais
Em 18 de outubro, cerca de 300 manifestantes foram presos em uma demonstração liderada por judeus pró-cessar-fogo dentro do Edifício de Escritórios Cannon. Em 31 de outubro, manifestantes contra a guerra interromperam uma audiência do Senado dos Estados Unidos onde o Secretário de Estado Antony Blinken e o Secretário de Defesa Lloyd Austin solicitaram bilhões em ajuda militar para Israel. Em 3 de novembro, um grupo pró-Palestina relatou que 52 ativistas foram presos por realizar ocupações em escritórios do Senado dos EUA. Em 11 de dezembro, 51 manifestantes pedindo um cessar-fogo no prédio do Senado foram presos. Em 19 de dezembro, manifestantes entraram no Capitólio dos Estados Unidos para protestar contra a guerra. Em 17 de janeiro, 150 membros da Mennonites Action foram presos em uma ocupação pró-cessar-fogo no Capitólio dos EUA. Em 14 de janeiro de 2024, manifestantes organizados pela Code Pink [en] jogaram bonecas cobertas de sangue falso na Casa Branca como parte da "Marcha Nacional por Gaza". Em março de 2024, manifestantes bloquearam a Avenida Pensilvânia em protesto ao Discurso do Estado da União de 2024 [en] de Biden, com um deles declarando: "Chega de genocídio com nossos impostos". Em 23 de julho, um dia antes de Benjamin Netanyahu discursar em uma Sessão conjunta do Congresso dos Estados Unidos [en], a Polícia do Capitólio dos EUA anunciou que cerca de 200 manifestantes vestindo camisetas vermelhas com a frase "JUDEUS DIZEM: PAREM DE ARMAR ISRAEL" foram presos no Edifício de Escritórios Cannon. A Voz Judaica pela Paz, que organizou a ocupação, afirmou que pelo menos 400 foram detidos.

#### Aaron Bushnell

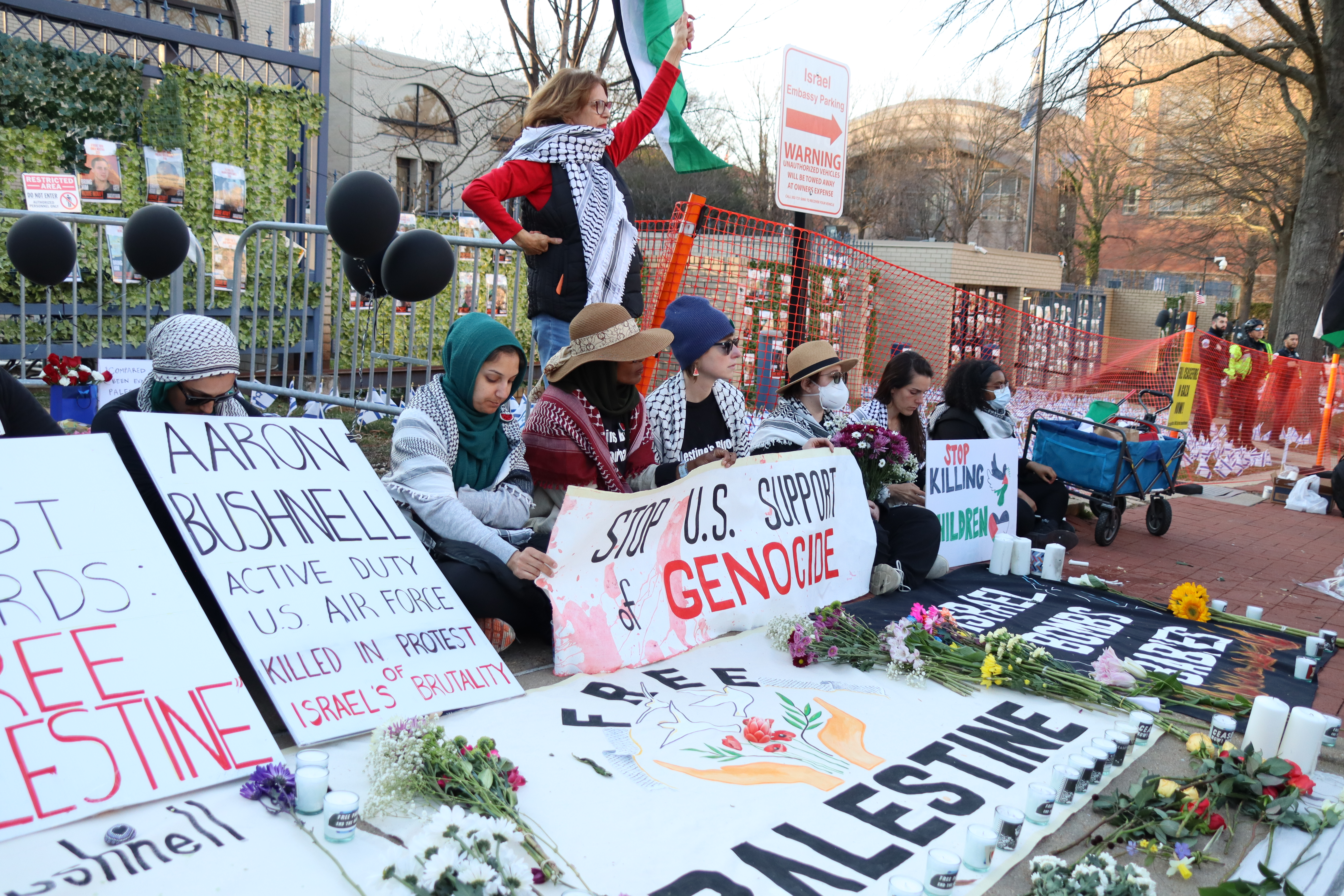
Vigília em memória de Aaron Bushnell realizada fora da embaixada de Israel em Washington, D.C., fevereiro de 2024

Em 25 de fevereiro de 2024, Aaron Bushnell, oficial em serviço ativo da Força Aérea dos EUA, ateou fogo a si mesmo fora da Embaixada de Israel em Washington, D.C., em protesto contra o ataque de Israel a Gaza durante a guerra. Bushnell filmou o ato e transmitiu ao vivo no Twitch, gravando enquanto caminhava até a embaixada, dizendo: "Sou um membro ativo da Força Aérea dos Estados Unidos e não serei mais cúmplice do genocídio. Estou prestes a realizar um ato extremo de protesto. Mas, comparado ao que as pessoas têm enfrentado na Palestina nas mãos de seus colonizadores, não é nada extremo. Isso é o que nossa classe dominante decidiu que será normal." Ao chegar aos portões da embaixada, ele colocou o celular no chão para filmar enquanto despejava um líquido claro de uma garrafa de metal sobre seu corpo. Em seguida, ateou fogo a si mesmo enquanto gritava "Palestina Livre". Vários policiais responderam à cena e usaram extintores em Bushnell. Ele foi levado pelo DC Fire and EMS [en] a um hospital local, onde faleceu devido aos ferimentos. Uma vigília foi realizada em 27 de fevereiro em frente à Embaixada de Israel para homenagear Bushnell.

### Maine
Na Black Friday de 2023, a Coalizão do Maine pela Palestina realizou uma manifestação perto de um shopping em Freeport [en].
Em 27 de julho de 2024, pelo menos nove manifestantes foram presos durante a cerimônia de batismo do novo destroyer da classe Arleigh Burke, USS Patrick Gallagher [en], por bloquear a estrada fora da Bath Iron Works. Dois foram acusados de obstruir uma via pública, e os outros foram acusados de invasão criminosa. Policiais de Bath e do Condado de Sagadahoc prenderam o grupo, que se separou de uma demonstração maior de cerca de 75 pessoas.

### Massachusetts

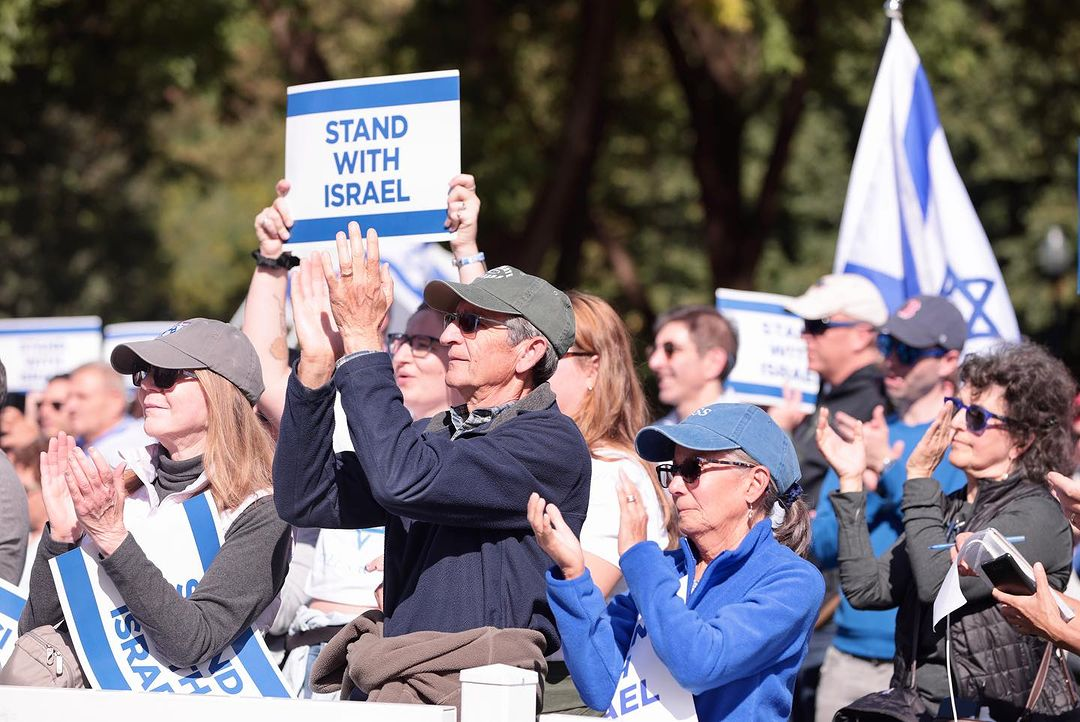
Manifestação pró-Israel em Boston, Massachusetts, 9 de outubro de 2023

Os Estudantes pela Justiça na Palestina [en] organizaram um protesto na Universidade Harvard em outubro, dias após vários estudantes terem sido expostos publicamente por apoiar a Palestina. Um die-in pró-Palestina ocorreu no Harvard College em 18 de outubro. Um tutor responsável por supervisionar calouros foi afastado indefinidamente de suas funções por participar. Em 9 de novembro, o rabino de Harvard Hirschy Zarchi [en] discursou em uma manifestação para homenagear os reféns mantidos pelo Hamas, dizendo que quem justificasse o ataque de 7 de outubro "não é apenas um animal. Está abaixo de um animal. É um monstro". Durante uma ocupação pró-cessar-fogo na Universidade de Massachusetts Amherst, 56 estudantes e um funcionário da universidade foram presos por invasão. Estudantes realizaram outro die-in na UMass Amherst em 6 de dezembro. Estudantes contrários à guerra no MIT foram suspensos por se recusarem a deixar um prédio do campus que ocupavam.
Na Black Friday, manifestantes em Somerville alvoaram uma loja da PUMA porque a empresa fornece equipamentos para as equipes esportivas nacionais de Israel. No Dia de Ação de Graças, o presidente Biden foi vaiado por ativistas pró-Palestina em Nantucket, que gritavam "Palestina Livre". Em 24 de outubro, centenas de manifestantes pró-Palestina se reuniram em frente à prefeitura de Worcester. No mesmo dia, em Nantucket, manifestantes protestaram contra a iluminação de uma árvore de Natal frequentada por Biden e sua esposa. Centenas de manifestantes pró-Palestina se reuniram fora de um evento de arrecadação de fundos para a reeleição de Biden em 2024 em 5 de dezembro em Boston. A demonstração foi organizada pelo Partido pelo Socialismo e Libertação.

### Nova Iorque
Em 9 de novembro de 2023, 200 estudantes da Cornell realizaram uma ocupação para simbolizar as vidas perdidas de ambos os lados da guerra. Em 1º de dezembro de 2023, estudantes da Cornell protestaram fora do escritório da presidente da universidade, Martha Pollack [en], realizando um julgamento simulado [en] no qual a acusaram de genocídio contra civis palestinos. Em março de 2024, um grupo de 24 indivíduos, incluindo dois funcionários, foi preso e acusado de invasão por realizar uma ocupação no campus da Cornell.

#### Cidade de Nova Iorque

##### Protestos gerais

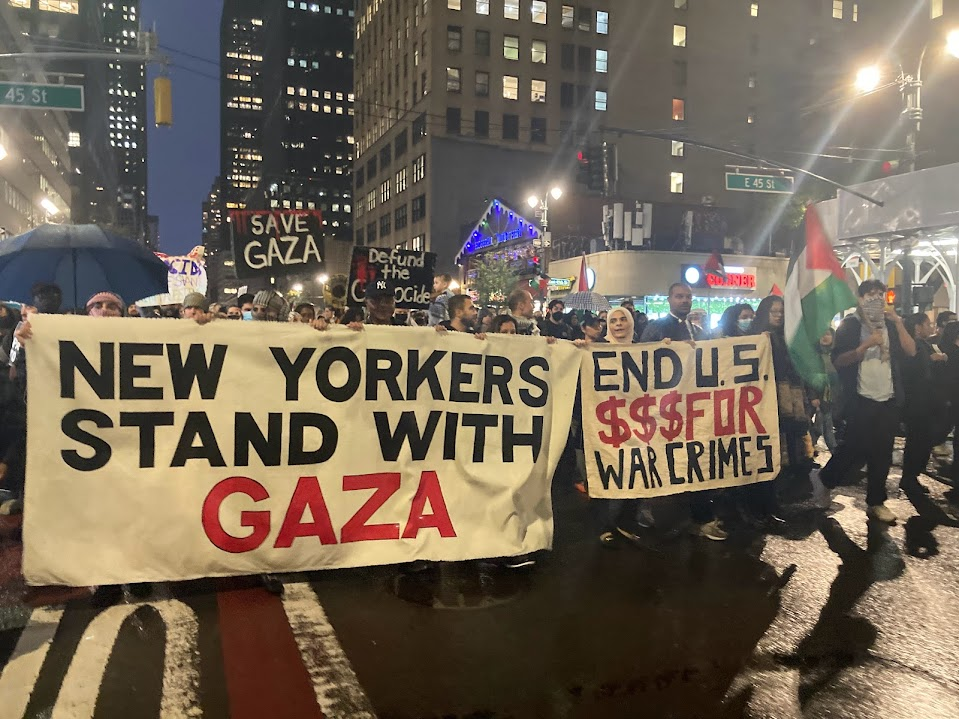
Marcha pró-Palestina na Cidade de Nova Iorque, 23 de outubro de 2023

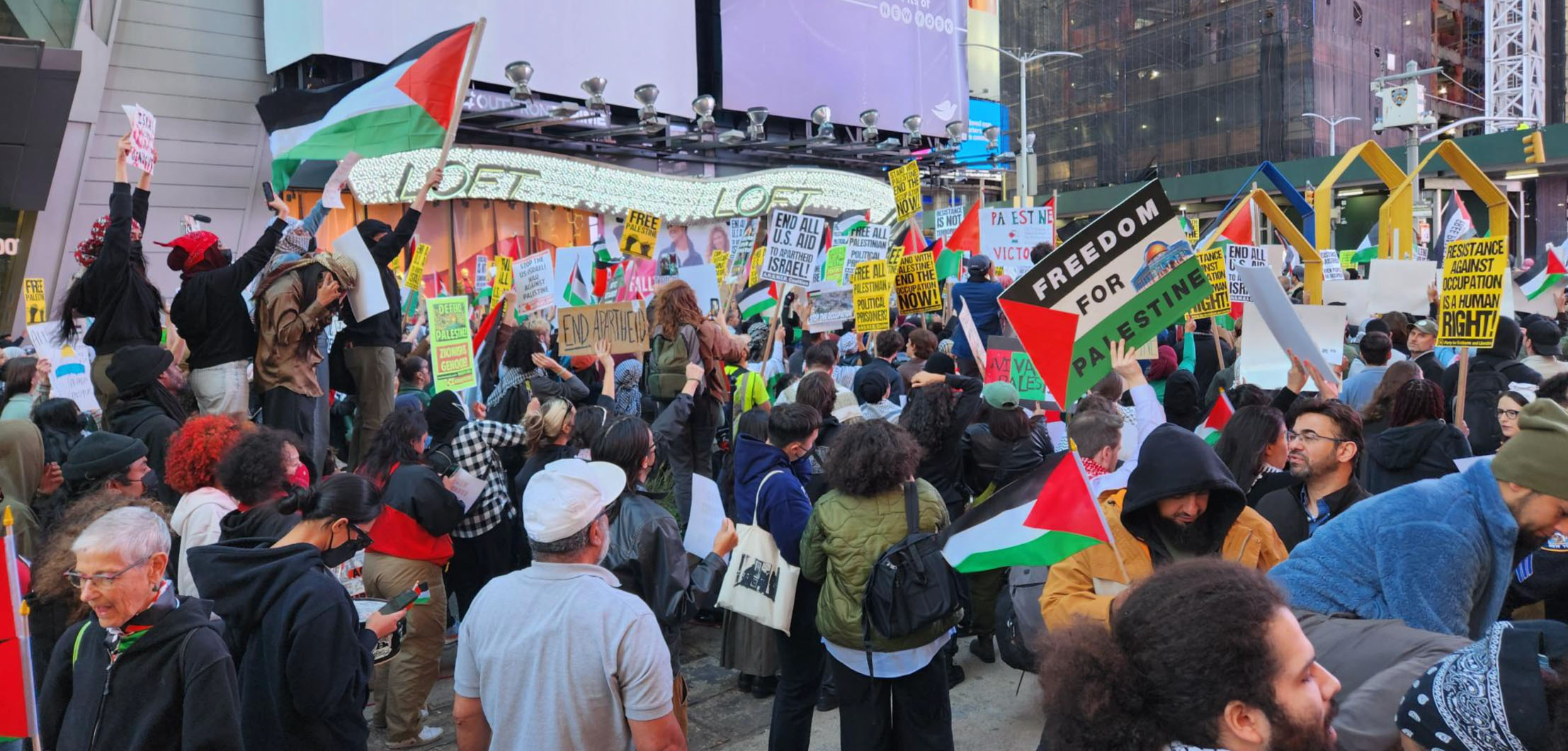
Evento "Stand with Palestine", 14 de outubro de 2023

Em 8 de outubro de 2023, um dia após o Hamas contra Israel, centenas de manifestantes pró-Palestina se reuniram na Times Square, agitando bandeiras palestinas e entoando gritos como "A resistência é justificada", "Globalizar a Intifada [en]", "Do rio ao mar, a Palestina será livre", "Por todos os meios necessários", "Glória aos nossos mártires" e "Esmaguem o estado sionista colonial". Dezenas de manifestantes pró-Israel também organizaram um contraprotesto, cantando Hatikvah e gritando "Nunca mais" e "O povo de Israel vive" em hebraico. A tensão era alta entre os dois lados, com os manifestantes pró-Palestina gritando "700", referindo-se ao número confirmado de fatalidades israelenses no ataque naquele momento, enquanto os pró-Israel os chamavam de "terroristas" e "assassinos".
Em 14 de outubro, milhares protestaram contra o bombardeio em Gaza. Um vídeo viral de um protesto pró-Israel mostrou vários manifestantes pedindo explicitamente o genocídio contra os palestinos. Na Praça Dag Hammarskjöld, cerca de 200 pessoas se reuniram em 18 de outubro para chamar atenção para os reféns mantidos pelo Hamas. Os manifestantes incluíam muitos familiares de reféns e líderes judeus locais. Em 6 de novembro, cerca de 500 manifestantes realizaram uma ocupação na Estátua da Liberdade, pedindo um cessar-fogo.
Manifestantes se reuniram em frente à Biblioteca Pública de Nova Iorque no Dia de Ação de Graças. Eles entraram em confronto com a polícia após serem vistos pichando grafites no prédio. Manifestantes pró-cessar-fogo da Voz Judaica pela Paz fecharam a Ponte de Manhattan por horas em 26 de novembro. Manifestantes protestaram na Rockefeller Plaza em 25 de dezembro para exigir um cessar-fogo. Também no dia de Natal, manifestantes pró-Palestina entraram em confronto com o NYPD, e vários foram presos. Em 28 de dezembro, uma vigília pelas crianças mortas em Gaza foi realizada na Times Square. Uma marcha chamada "Inundar o Bronx por Gaza" foi realizada no Bronx. Em 8 de janeiro, manifestantes bloquearam várias pontes que entram em Manhattan, bem como a entrada de um túnel para o tráfego em direção a Nova Jersey.
Em 14 de outubro de 2024, cerca de 500 manifestantes organizados pela Voz Judaica pela Paz realizaram uma ocupação do lado de fora da Bolsa de Valores de Nova Iorque quando o mercado abriu na manhã de segunda-feira. Várias prisões foram realizadas.

##### Autoridades eleitas
Um grupo de manifestantes da Voz Judaica pela Paz, incluindo filhos de sobreviventes do Holocausto [en], foi preso do lado de fora da casa do senador Chuck Schumer por protestar contra os bombardeios em Gaza. No Brooklyn College, a vereadora republicana do Conselho da Cidade de Nova Iorque, Inna Vernikov [en], do 48º Distrito [en], foi presa por portar uma arma em um contraprotesto a uma manifestação pró-Palestina.
Em 24 de outubro, um protesto organizado pela Coalizão Anti-Guerra do Bronx ocorreu em frente ao escritório do deputado Ritchie Torres em Fordham, Bronx [en]. Nas proximidades, mais de 500 manifestantes pró-Israel, incluindo um grande número de estudantes da SAR Academy [en], se reuniram no Seton Park para apoiar a posição do congressista.
Em 15 de dezembro, manifestantes se reuniram em frente ao escritório de Chuck Schumer, gritando: "Schumer! Schumer! Você não pode se esconder. Você está apoiando o genocídio". Em 7 de fevereiro de 2024, manifestantes judeus tentaram bloquear o cortejo presidencial de Biden para impedi-lo de comparecer a um evento de arrecadação de fundos com doadores. Em 15 de fevereiro, manifestantes interromperam o discurso de vitória de Tom Suozzi [en], gritando: "Você não pode se esconder! Você está apoiando o genocídio!".

##### Protestos universitários

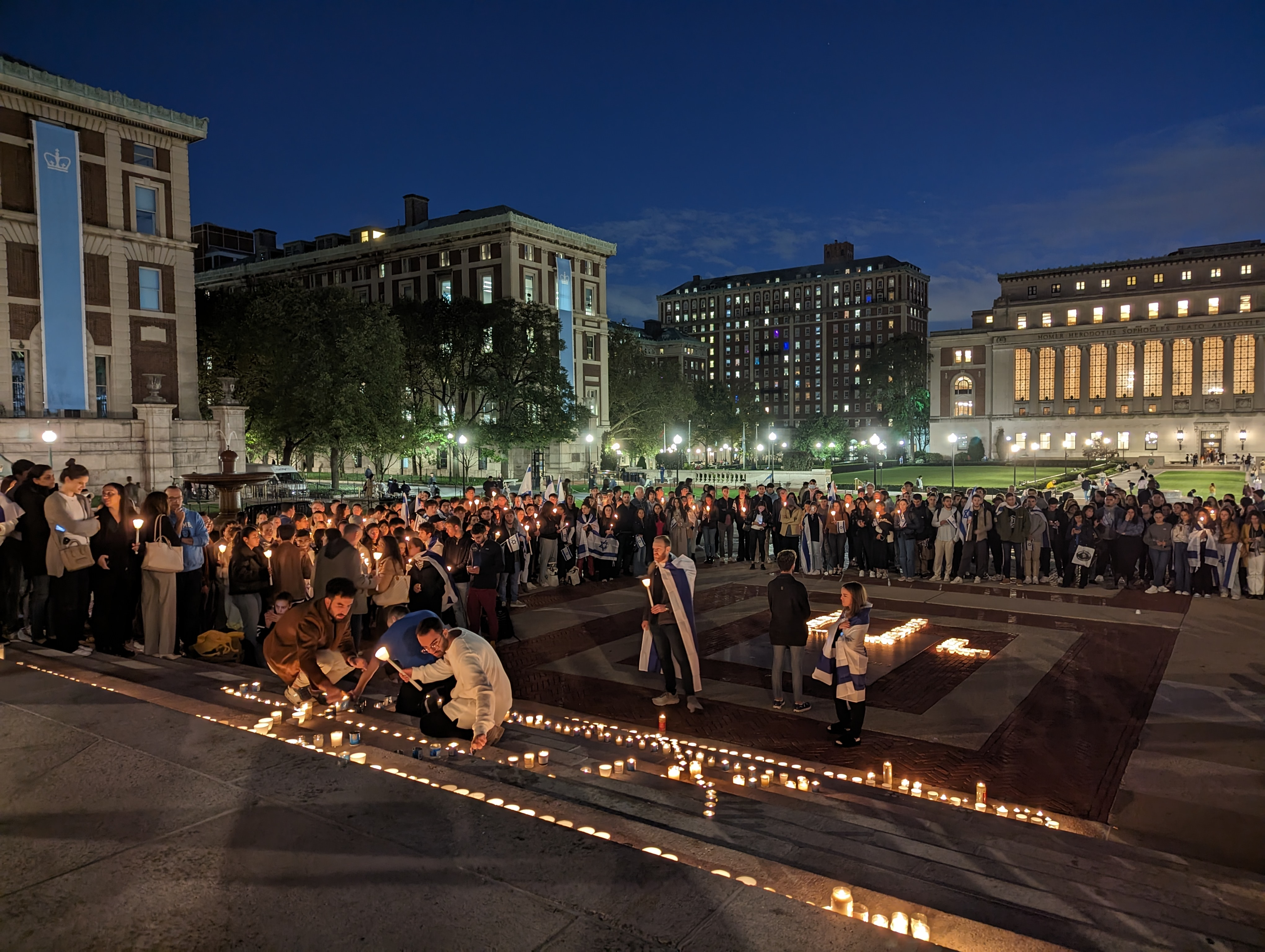
Vigília por Israel na Universidade de Columbia, 9 de outubro de 2023

Em 26 de outubro, um grupo de estudantes contrários à guerra protestou na Cooper Union. Um grupo de estudantes judeus afirmou que se barricou na biblioteca para se esconder dos manifestantes "agressivos", mas o Departamento de Polícia da Cidade de Nova Iorque negou isso, informando que não havia "nenhum perigo" para os estudantes judeus. O relato dos estudantes judeus foi repetido por autoridades eleitas e reportagens da mídia, incluindo condenações da Liga Antidifamação, do Comitê Judaico Americano [en], da governadora de Nova Iorque Kathy Hochul e do presidente do borough de Manhattan, Mark Levine [en].
Estudantes contrários à guerra na Universidade de Columbia relataram sofrer assédio direcionado. Estudantes saíram de uma aula ministrada por Hillary Clinton em apoio à Palestina após seus comentários contra um cessar-fogo. Manifestantes pró-Palestina vaiaram Clinton em 29 de novembro no Edifício de Assuntos Internacionais da Universidade de Columbia e a acusaram de apoiar o genocídio.
Em janeiro de 2024, estudantes em uma demonstração pró-Palestina na Universidade de Columbia foram atacados com  Skunk. Uma vítima, que afirmou que amigos palestinos reconheceram o odor como Skunk, descreveu-o como tendo cheiro de "fezes misturadas com animal em decomposição". As vítimas do ataque relataram dificuldade em remover o odor de suas roupas e outros pertences, e que os efeitos do spray, incluindo o cheiro, irritação na pele, náusea e tontura, persistiram dias após o ataque, apesar das tentativas de eliminá-lo. Em resposta, manifestantes organizaram um protesto fora da universidade. O incidente estava sendo investigado pelo Departamento de Polícia da Cidade de Nova Iorque como um possível crime de ódio. Estudantes pela Justiça na Palestina e Voz Judaica pela Paz publicaram um relatório no qual afirmaram que os perpetradores eram ex-soldados das Forças de Defesa de Israel e atuais estudantes da Columbia.
Em uma manifestação pró-Palestina realizada por estudantes da Universidade de Columbia, os manifestantes gritaram "existe apenas uma solução, revolução intifada", "Iêmen, Iêmen, nos encha de orgulho, vire outro navio" (um slogan pró-Houthi) e "NYPD, KKK, FDI, são todos iguais".

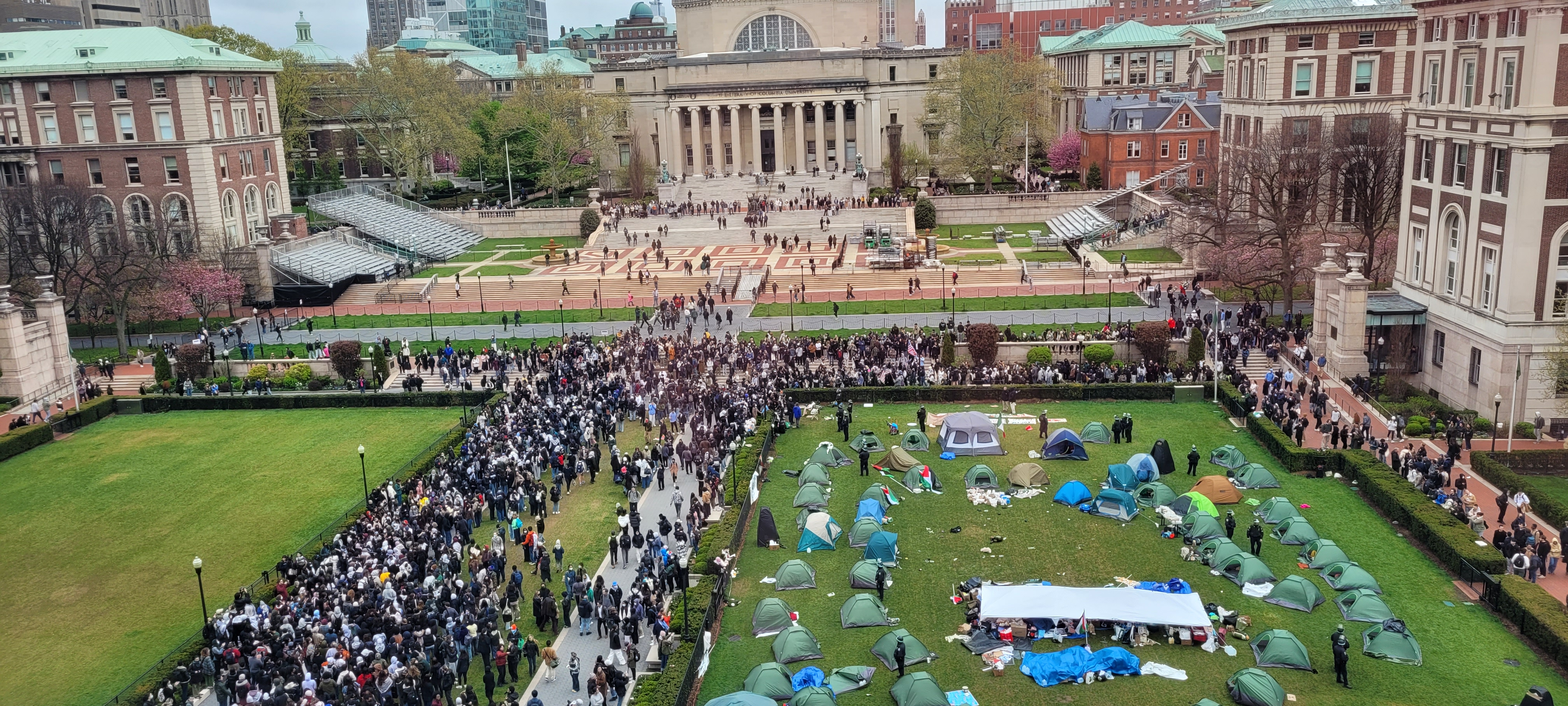
NYPD limpando o "Acampamento de Solidariedade a Gaza", 18 de abril de 2024

Em 17 de abril, começou a ocupação do campus por manifestantes estudantes na Columbia [en], com os manifestantes estabelecendo o "Acampamento de Solidariedade a Gaza", que foi desmantelado pelo NYPD, mas posteriormente reconstruído em outra parte do campus.
Os protestos posteriormente se espalharam para vários outros campi, incluindo Yale e NYU.
Em 26 de abril, um estudante da Columbia que emergiu como líder do movimento de protesto foi barrado após declarar em um vídeo que "sionistas não merecem viver". Outros grupos de protesto condenaram os comentários, mas o New York Times afirmou que eles levantaram a questão: "Quanto do movimento em apoio ao povo palestino em Gaza é manchado pelo antissemitismo?". O acampamento da Columbia e muitos outros acampamentos em campi universitários americanos foram finalmente desmontados pela polícia.

##### Protestos em instituições
Em 10 de novembro, manifestantes realizaram uma ocupação no The New York Times, afirmando que o jornal era cúmplice em "lavar o genocídio". O CEO da Sociedade de Assistência Jurídica [en] afirmou que uma resolução dos defensores públicos da cidade de Nova Iorque condenando a morte de civis palestinos era antissemita. Em 7 de dezembro, os Médicos Sem Fronteiras realizaram uma vigília em frente à sede das Nações Unidas em homenagem aos trabalhadores médicos mortos em Gaza. Milhares de membros de sindicatos trabalhistas dos EUA se reuniram em 22 de dezembro em apoio a um cessar-fogo. Rabinos pelo Cessar-Fogo oraram por um cessar-fogo na ONU em 9 de janeiro. Manifestantes protestaram do lado de fora do Instituto de Câncer Memorial Sloan Kettering [en] por suas colaborações com centros médicos israelenses. Em 11 de fevereiro, manifestantes no Museu de Arte Moderna e no Museu do Brooklyn pediram que as instituições cortassem laços com doadores que tinham vínculos com Israel. Manifestantes protestaram contra o AIPAC no escritório de Nova Iorque do lobby em 23 de fevereiro. Em 14 de março, manifestantes bloquearam o centro de distribuição do The New York Times. Em abril, anúncios nos metrôs da Metropolitan Transportation Authority (MTA) foram substituídos por mensagens pró-Palestina.

##### Protestos em eventos
Em 23 de novembro de 2023, manifestantes pró-Palestina interromperam o Macy's Thanksgiving Day Parade. Vestindo macacões brancos cobertos de sangue falso, alguns se colaram à rota do desfile ao longo da Sexta Avenida perto da rua 45. Manifestantes foram relatados em dois outros locais. Manifestantes pró-Palestina realizaram uma vigília e uma manifestação fora do Rockefeller Center durante a iluminação anual da Árvore de Natal do Rockefeller Center. A polícia entrou em confronto com manifestantes na Sexta Avenida, e sete pessoas foram presas. Em 28 de março, protestos pró-Palestina ocorreram fora de um evento de arrecadação de fundos para Biden no Radio City Music Hall.

### Nova Jersey
Em 22 de outubro, uma "manifestação emergencial por Gaza" foi realizada em Paterson. Em 28 de outubro, um funcionário da Universidade de Princeton agrediu um manifestante pró-Palestina em um evento fora do campus que pedia um cessar-fogo em Gaza.
Em 12 de fevereiro, manifestantes organizados por "Muçulmanos Americanos pela Palestina" interromperam um evento dentro de Drumthwacket [en], a residência oficial do governador em Trenton, onde o governador Phil Murphy estava hospedando uma celebração do Ano Novo Lunar. O grupo exigiu que a Comissão Estadual Nova Jersey-Israel fosse dissolvida.

### Pensilvânia
Em 9 de outubro de 2023, uma manifestação pró-Israel foi realizada em frente ao Centro Comunitário Judaico Kaiserman, em Wynnewood [en].
No dia 24 de fevereiro de 2024, manifestações simultâneas pró-Israel e pró-Palestina ocorreram em Lower Merion [en]. Os dois grupos evitaram maior contato entre si, embora tenham trocado cânticos por um breve momento.
No final de abril de 2024, estudantes pró-Palestina montaram acampamentos de protesto nos campi do Swarthmore e do Haverford College.

#### Filadélfia
Logo após o ataque liderado pelo Hamas em Israel em 2023, a maioria das principais instituições judaicas da Filadélfia emitiu declarações de apoio a Israel, incluindo a Federação Judaica da Grande Filadélfia, a Congregação Rodeph Shalom e o Museu Nacional Weitzman de História Judaica Americana. A maior parte das manifestações pró-Palestina na Filadélfia foi organizada ou apoiada pela Coalizão Palestina da Filadélfia. A coalizão realizou seu primeiro ato pró-Palestina desde o início da guerra em 8 de outubro.
Em 12 de outubro, manifestantes pró-Palestina se reuniram em frente ao estúdio da WHYY [en] no bairro Old City para protestar contra a cobertura da mídia local sobre o conflito israelo-palestino. Grandes manifestações pró-Palestina ocorreram na Benjamin Franklin Parkway [en] e no Museu de Arte da Filadélfia em 21 de outubro, e no Center City em 28 de outubro. Vários protestos pró-Palestina no final de outubro foram realizados em frente ao escritório do senador John Fetterman.
Em 2 de novembro, cerca de 25 manifestantes pró-Palestina foram presos após bloquearem as entradas de vários portões da Amtrak durante uma grande manifestação na Estação da Rua 30. Em 9 de novembro, manifestantes pró-Palestina realizaram um die-in na Câmara Municipal da Filadélfia. Outra manifestação ocorreu em frente à Câmara Municipal em 17 de novembro. Uma terceira foi realizada em 24 de novembro.
Em 3 de dezembro, manifestantes pró-Palestina realizaram uma demonstração em toda a cidade com várias paradas, incluindo o Goldie, um restaurante israelense de propriedade de Michael Solomonov. Os cânticos dirigidos ao restaurante foram condenados por políticos, incluindo a administração Biden, o governador Josh Shapiro, o senador John Fetterman, o representante Brendan Boyle, o deputado estadual Ben Waxman e o senador estadual Nikil Saval. Em suas declarações, os políticos afirmaram que o restaurante foi alvo por ser de propriedade judaica. A Coalizão Palestina de Filadélfia negou essa acusação, citando o apoio financeiro de Solomonov à organização Friends of United Hatzalah, um serviço de emergência parceiro das Forças de Defesa de Israel, seu papel como "embaixador culinário" nomeado pelo governo israelense e alegações de ex-funcionários do Goldie de que foram demitidos por expressarem crenças pró-Palestina.
Em 10 de dezembro, uma manifestação pró-Israel foi realizada na Congregação Rodeph Shalom. Em 14 de dezembro, manifestantes pró-Palestina foram presos após bloquearem a I-76 e a Ponte da Rua Spring Garden. Em 13 de fevereiro, uma grande manifestação pró-Palestina percorreu o Center City. Em 2 de março, um protesto pró-Palestina, iniciado na Câmara Municipal da Filadélfia, bloqueou a Ponte Benjamin Franklin por cerca de 40 minutos. No dia seguinte, 3 de março, uma manifestação pró-Israel foi realizada na Praça Rittenhouse [en].
Em 9 de março, uma manifestação pró-Palestina marchou da Praça Rittenhouse até os escritórios da Day & Zimmermann na Rua Spring Garden, uma empresa de defesa que fabrica armas usadas na invasão israelense de Gaza. Em 30 de março, um protesto no Center City reuniu centenas de pessoas. Sessenta e sete indivíduos foram presos por conduta desordeira após bloquearem a I-676.
Em 15 de abril, manifestantes pró-Palestina realizaram uma série de ações no Dia do Imposto com o objetivo de "bloquear o fluxo de capital" e protestar contra o financiamento dos contribuintes americanos a Israel. Os manifestantes reduziram o tráfego e organizaram um cortejo fúnebre de carros na I-95. Eles também bloquearam várias rampas de acesso nas ruas Broad e Vine, além de protestarem na Câmara Municipal, nos escritórios do IRS nas ruas 30th e Market, e na sede da Day & Zimmermann, nas ruas 15th e Spring Garden.
Em 25 de abril, após uma marcha do Center City até Filadélfia Ocidental [en], que passou pelos campi da Universidade Temple e da Universidade Drexel, manifestantes pró-Palestina montaram um acampamento no campus da Universidade da Pensilvânia. Nos dias seguintes, o acampamento cresceu, desafiando ordens da administração universitária para desmontá-lo. Os manifestantes prometeram não cumprir as verificações de identidade exigidas pela polícia da Penn. Uma carta divulgada pelo corpo docente da Penn em apoio ao acampamento, organizada pelo grupo Penn Faculty for Justice in Palestine, coletou mais de 1.200 assinaturas.
Seis pessoas foram presas durante uma manifestação pró-Palestina realizada no 4 de julho, em frente à prefeitura, após os manifestantes queimarem bandeiras e entrarem em confronto com a polícia.
Centenas de manifestantes reuniram-se em frente à prefeitura na noite do debate presidencial de 2024 [en] para protestar contra as posições pró-Israel de Donald Trump e Kamala Harris. A marcha seguiu pela Market Street até a 4ª Rua, onde foi contida por policiais de choque. Os organizadores orientaram os participantes a se dispersarem, mas um grupo menor permaneceu no local e entrou em confronto com as forças policiais.

### Rhode Island
Em 9 de novembro, 20 estudantes judeus foram presos na Universidade Brown por ocuparem o University Hall, exigindo um cessar-fogo e uma resolução de desinvestimento. As acusações contra os estudantes judeus foram retiradas após um estudante palestino-americano [en] da Universidade Brown ser baleado e ferido em Burlington, Vermont [en]. Durante uma vigília pelo estudante ferido, manifestantes gritaram “Vergonha! Vergonha! Vergonha!” para a presidente Christina Paxson [en], levando-a a abandonar o púlpito. Em 6 de dezembro, 41 manifestantes na Brown foram acusados de invasão de propriedade no University Hall por outro protesto sentado, visando conscientizar sobre o mesmo tiroteio em Burlington durante o feriado de Ação de Graças. Em 19 de dezembro, a universidade anunciou que não retiraria as acusações contra os 41. Em fevereiro de 2024, estudantes da Brown anunciaram que entrariam em greve de fome para protestar contra a cumplicidade da universidade na guerra.

### Vermont
Em Burlington, Vermont, grandes manifestações em apoio a Israel e à Palestina foram realizadas em outubro de 2023. O capítulo de Vermont do Partido pelo Socialismo e Libertação e os Vermonters pela Justiça na Palestina organizaram uma manifestação pró-Palestina. O governador Phil Scott [en], o prefeito Miro Weinberger [en] e a presidente do conselho municipal, Karen Paul, participaram de uma manifestação pró-Israel na Rua Church, organizada por uma coalizão de líderes judaicos locais.
Em 9 de novembro, manifestantes interromperam um evento de arrecadação de fundos para Becca Balint [en], exigindo que ela pedisse um cessar-fogo.
Em abril de 2024, estudantes da Universidade de Vermont e do Middlebury College estabeleceram acampamentos de protesto, instando suas universidades a desinvestirem de Israel.

## Sul

### Flórida
Na Universidade da Flórida, estudantes judeus realizaram uma vigília à luz de velas. Na Universidade do Sul da Flórida em Tampa Bay, pelo menos 200 pessoas marcharam em uma Manifestação Emergencial por Gaza após uma carta oficial do Chanceler do Sistema Universitário Estadual da Flórida [en] orientando todos os presidentes do SUS a encerrarem todos os grupos pró-Palestina.

### Geórgia
Em Atlanta, manifestantes se reuniram ao longo da rota do cortejo presidencial para o funeral de Rosalynn Carter em 28 de novembro, pedindo a Biden que encerrasse toda a ajuda a Israel. Uma mulher no consulado israelense em Atlanta autoimolou-se em protesto contra a guerra e foi descrita como estando em "estado crítico" em 1º de dezembro.
No final de abril de 2024, em um protesto na Universidade Emory em Atlanta, a professora de filosofia Noëlle McAfee e a professora de economia Caroline Fohlin [en] foram presas pela polícia, segundo a CNN; após Fohlin questionar o uso de força policial contra pessoas que ela identificou como estudantes, ela foi derrubada no chão e algemada pela polícia.
Em junho, 28 manifestantes pró-Palestina se reuniram em Atlanta, onde ocorria o primeiro debate presidencial de 2024 entre Joe Biden e Donald Trump.

### Kentucky
Em Kentucky, o grupo Estudantes pela Justiça na Palestina organizou um protesto na Universidade de Louisville.

### Louisiana
Durante o show de intervalo do Super Bowl LIX de Kendrick Lamar, realizado no Caesars Superdome em Nova Orleans, um dançarino de apoio subiu em um Buick que fazia parte da apresentação e ergueu as bandeiras da Palestina e do Sudão. O manifestante foi contido pela segurança e banido de todos os eventos da NFL, embora não tenha sido formalmente acusado de crime.

### Carolina do Norte
Confrontos entre apoiadores de Israel e da Palestina foram relatados na Universidade da Carolina do Norte em Chapel Hill, em frente à Biblioteca Wilson, em 12 de outubro. Na Black Friday em Raleigh, Carolina do Norte, pessoas dentro do Crabtree Valley Mall fizeram um falso relato ao 911 afirmando que tiros haviam sido disparados em um protesto pró-Palestina. Uma grande resposta policial dispersou o protesto.

### Carolina do Sul
Em 8 de janeiro de 2024, Biden foi interrompido por gritos de "cessar-fogo agora" durante um discurso de campanha na Igreja Episcopal Metodista Africana Emanuel [en] na Carolina do Sul. Biden respondeu: "E eu tenho trabalhado silenciosamente, tenho trabalhado silenciosamente com o governo israelense para que eles reduzam e saiam significativamente de Gaza, usando tudo o que posso para isso. Eu entendo a paixão."

### Tennessee
Em 26 de março, estudantes da Universidade Vanderbilt realizaram um protesto sentado no escritório do chanceler Daniel Diermeier, em Kirkland Hall, após a universidade remover uma emenda que impediria o uso de fundos do governo estudantil em empresas que apoiam Israel. A emenda havia obtido bem mais que as 600 assinaturas necessárias. Cerca de 30 estudantes participaram do protesto e foram removidos à força no dia seguinte; três foram presos, incluindo um repórter, e vários enfrentaram suspensões e despejos iminentes de moradias estudantis.

### Texas

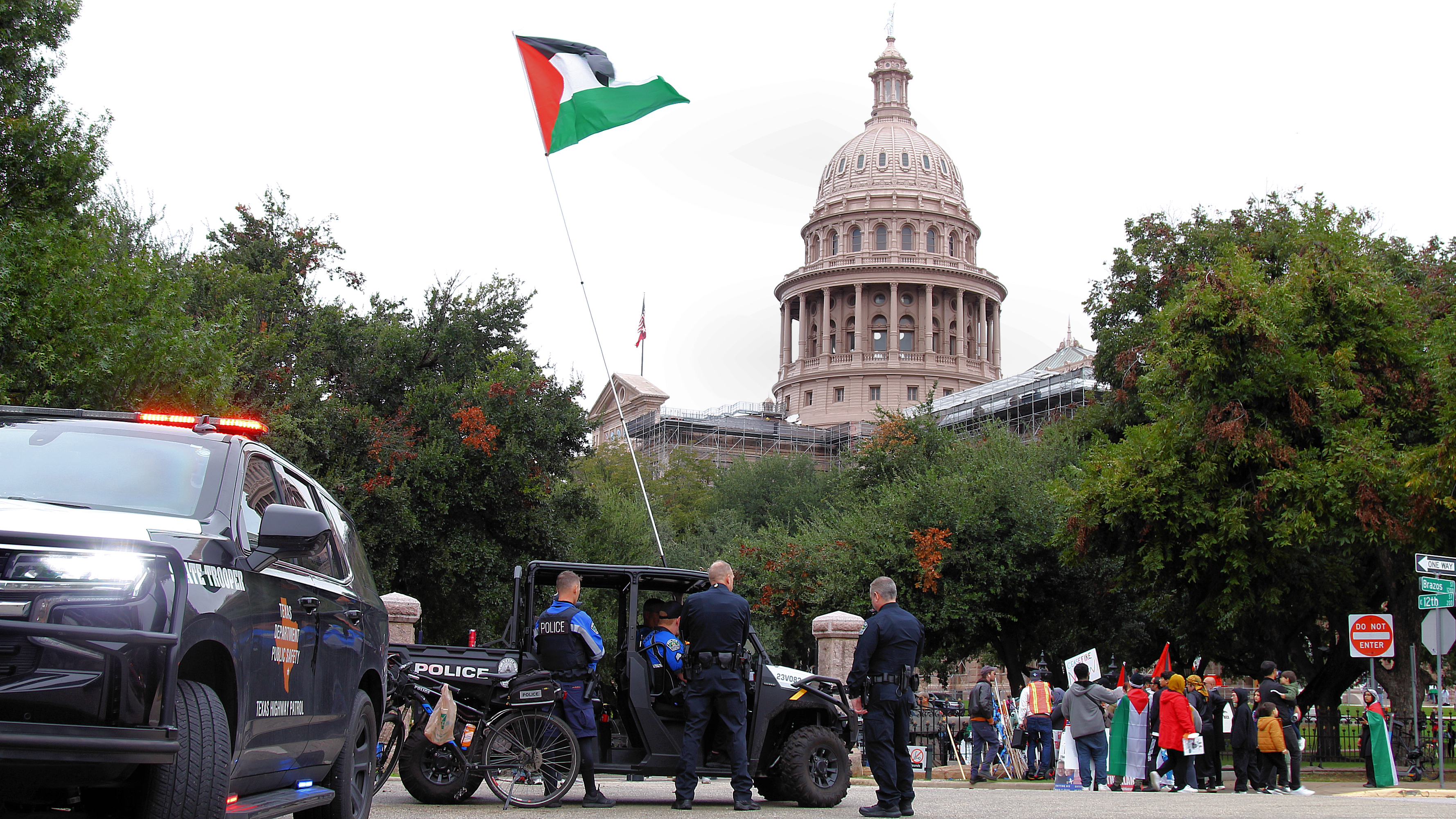
Manifestação em apoio à Palestina no Capitólio do Estado do Texas em Austin, 12 de novembro de 2023

Em 12 de novembro, milhares protestaram contra o apoio do Texas a Israel em frente ao Capitólio Estadual em Austin.

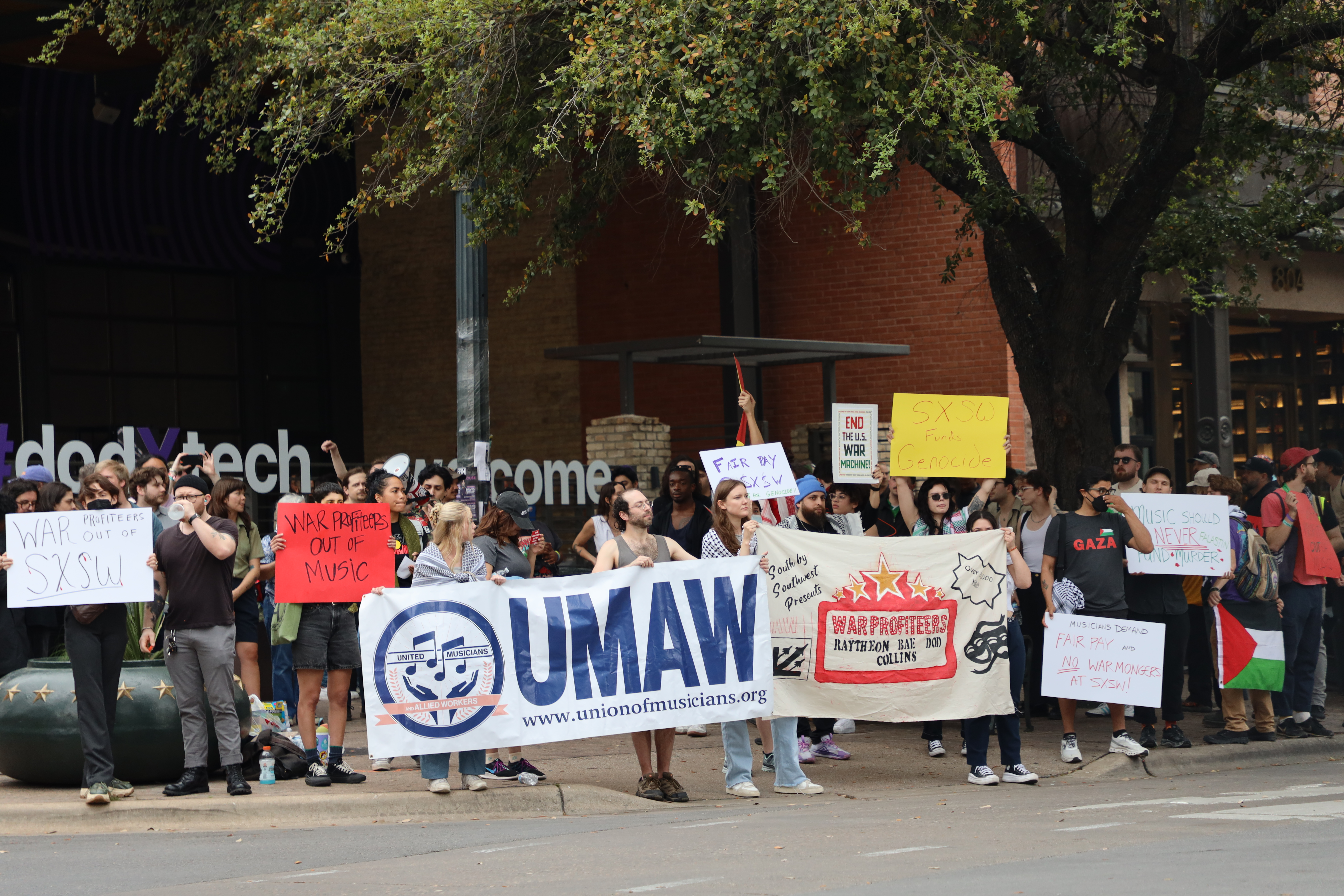
Protesto contra o festival SXSW em Austin, Texas, 14 de março de 2024

Mais de 80 músicos decidiram boicotar o festival de música SXSW de 2024 devido à parceria do evento com o exército dos EUA e grandes contractors de defesa. O festival encerrou sua parceria com o Exército dos EUA e a contractor de defesa Corporação RTX [en] para o festival de 2025.
Em 5 de abril, manifestantes se reuniram em torno da Prisão do Condado de Harris [en] em Houston para exigir a libertação de manifestantes presos durante uma demonstração separada do Dia de Al Quds.

## Oeste

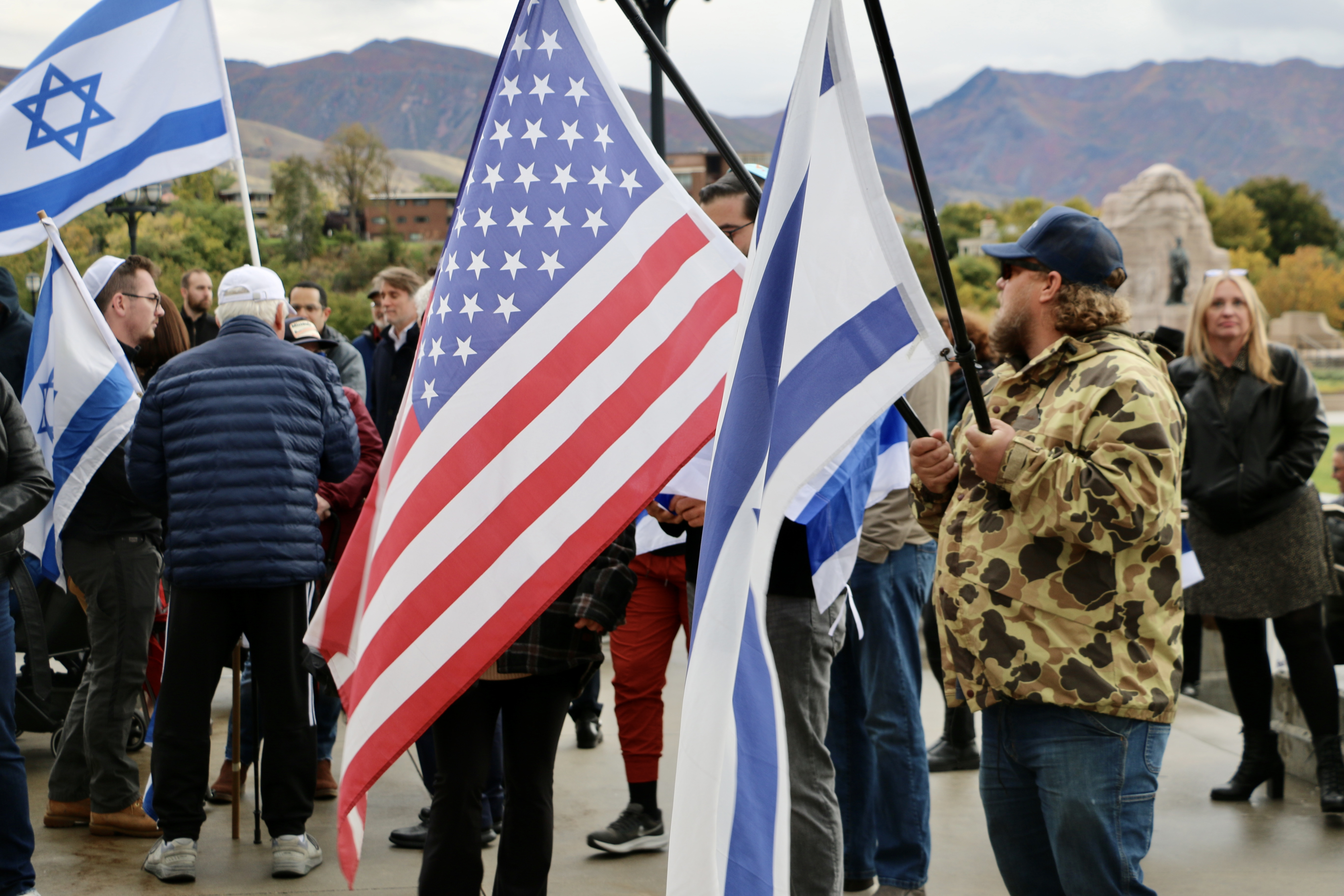
Protesto pró-Israel em Salt Lake City, Utah, em 11 de outubro de 2023

### Alasca
Em 24 de fevereiro, cerca de 150 manifestantes, incluindo anciãos indígenas e os membros da Assembleia de Juneau, Christine Woll e Paul Kelly, reuniram-se no Marine Park, em Juneau, para exigir um cessar-fogo em Gaza.
Em 6 de maio, a Assembleia de Anchorage [en] aprovou, por 8 votos a 4, uma resolução que solicita "uma paz duradoura no conflito entre Israel e Hamas".
Em 18 de maio, aproximadamente 100 manifestantes portando cartazes pedindo um cessar-fogo reuniram-se em um protesto em frente ao Capitólio Estadual do Alasca, em Juneau. Recentemente, o governador Mike Dunleavy havia proposto um projeto de lei que tornaria crime realizar protestos de rua sem permissão.

### Arizona
Na Universidade do Arizona, um protesto contra o bombardeio de Gaza foi cancelado devido a preocupações com a segurança, após o presidente da universidade, Robert C. Robbins [en], criticar o grupo organizador e recomendar que o ato fosse realizado de forma "pacífica, segura e civilizada". Em março de 2024, uma jovem foi retirada à força de um evento por seguranças após interromper Jill Biden ao perguntar: "Jill, quando você e o presidente vão pedir um cessar-fogo em Gaza?".

### Califórnia

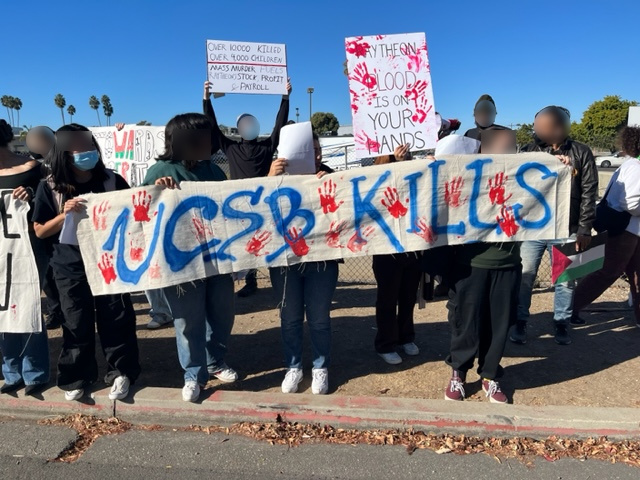
Protesto em frente ao escritório da Raytheon em Goleta, Califórnia, em 9 de novembro de 2023

Em 18 de novembro de 2023, a Convenção Democrática da Califórnia em Sacramento foi cancelada após centenas de manifestantes pró-Palestina invadirem o Complexo do Centro de Convenções de Sacramento [en]. Em 5 de dezembro, a cerimônia de acendimento da árvore de Natal no Capitólio Estadual da Califórnia foi adiada devido a um protesto planejado pela Coalizão Regional de Sacramento pelos Direitos dos Palestinos. Em 3 de janeiro de 2024, centenas de manifestantes de grupos judaicos antiguerra, incluindo a vereadora de Katie Valenzuela, interromperam a Assembleia Estadual da Califórnia [en] no Capitólio em Sacramento, na primeira sessão de trabalho do ano. Em junho de 2024, manifestantes penduraram uma faixa com a inscrição "Pare o Genocídio" no El Capitan no Parque Nacional de Yosemite.

#### Grande Los Angeles

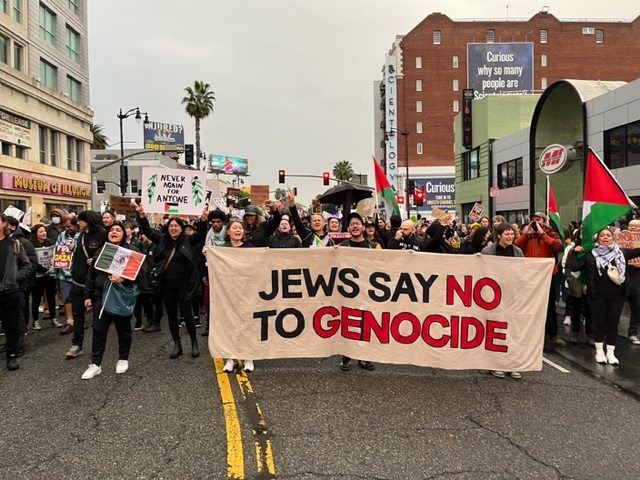
Protesto pró-Palestina em Los Angeles contra a guerra em Gaza e o papel de Hollywood na desumanização de muçulmanos, novembro de 2023

Em 9 de outubro, milhares de manifestantes expressaram solidariedade a Israel na Santa Monica Boulevard [en] em Beverly Hills. Um estudante da UCLA que demonstrava apoio à Palestina foi supostamente ameaçado com uma faca. Em 14 de outubro, milhares protestaram contra os bombardeios em Gaza no centro de Los Angeles. Em 21 de outubro, milhares de manifestantes protestaram contra os ataques aéreos israelenses, denunciando Netanyahu como "criminoso de guerra". Em 29 de outubro, um protesto pró-Israel foi realizado na Praia de Santa Mônica. Em 4 de novembro, centenas de manifestantes marcharam até o Consulado de Israel em Los Angeles Ocidental [en], exigindo um cessar-fogo imediato. Em Thousand Oaks, um homem judeu de 69 anos chamado Paul Kessler morreu após sofrer ferimentos na cabeça em um confronto durante protestos opostos em 4 de novembro. Em 16 de novembro, o suspeito Loay Alnaji foi preso por homicídio culposo e agressão, com uma audiência preliminar marcada para 4 de dezembro.
Manifestantes jogaram tinta vermelha na placa de entrada da sede da Raytheon em El Segundo. Na Black Friday, centenas se reuniram no Auditório Pan Pacific no Distrito de Fairfax [en] para um protesto organizado pela A.N.S.W.E.R. exigindo um cessar-fogo em Gaza. Em 7 de dezembro, o capítulo da UCLA da Voz Judaica pela Paz realizou um evento "Chanucá pela Paz".
Mais de mil manifestantes pró-Palestina se reuniram do lado de fora do evento de arrecadação de fundos da campanha de Biden em 8 de dezembro. O LAPD usou o termo "eventos de primeira emenda" para se referir ao protesto, mas declarou a manifestação "ilegal" às 17h45. Em 14 de dezembro, 75 manifestantes judeus foram presos por bloquear a Rodovia 110.
Em 1º de janeiro de 2024, cerca de 50 manifestantes pedindo um cessar-fogo e "justiça para a Palestina" interromperam o Desfile das Rosas em Pasadena por 10 minutos. Khalid Abdalla usou uma faixa branca no braço e um broche de pomba no 81º Globo de Ouro para pedir um cessar-fogo. Centenas protestaram do lado de fora do Grammy Awards pedindo um cessar-fogo, enquanto a cantora Annie Lennox fez o mesmo apelo no palco.
Em 12 de fevereiro, centenas protestaram contra o tratamento dos palestinos em Gaza em um ato "Mãos fora de Rafah" em frente ao Wilshire Federal Building [en] em Westwood [en].
Em 10 de março, cerca de mil pessoas bloquearam ruas próximas ao Dolby Theatre, atrasando a chegada dos convidados ao 96º Oscar. Os maiores grupos organizadores foram "Trabalhadores do Cinema pela Palestina" e "Membros do SAG-AFTRA pelo Cessar-Fogo". Celebridades no evento, incluindo indicados e vencedores do Oscar, usaram broches com a bandeira palestina e bottons vermelhos distribuídos pelo grupo de advocacy Artists4Ceasefire.
Em 10 de abril, um grupo liderado por estudantes chamado Pomona Divest from Apartheid no Pomona College [en] ocupou um prédio administrativo.
Em 27 de maio, manifestantes pró-Palestina bloquearam a Rodovia 101 no centro de Los Angeles.
Em 23 de junho, manifestantes pró-Palestina tentaram bloquear a entrada principal da sinagoga Adas Torah, que sediava um seminário sobre imóveis em Israel e na Cisjordânia. A manifestação degenerou em confrontos violentos entre os participantes anti-Israel e contramanifestantes pró-Israel. O presidente Biden tuitou: "Fiquei horrorizado com as cenas fora da sinagoga Adas Torah em Los Angeles. Intimidar congregantes judeus é perigoso, inadmissível, antissemita e antiamericano".
Em 5 de outubro, centenas protestaram na Praça Pershing [en] com a aproximação do aniversário de 7 de outubro.

#### San Diego
Em 15 de outubro, centenas de pessoas manifestaram-se em apoio a Gaza em frente ao Edifício Administrativo do Condado de San Diego [en]. Em 21 de outubro, centenas de manifestantes, organizados pela Coalizão de San Diego pela Palestina, bloquearam ruas no centro da cidade. Em 9 de novembro, centenas protestaram em frente à sede da empresa de defesa Northrop Grumman, exigindo um cessar-fogo. No mesmo dia, estudantes de medicina, funcionários e outros trabalhadores da Faculdade de Medicina da UC San Diego [en] realizaram uma greve de solidariedade para protestar contra a crise de saúde pública em Gaza. Ambos os protestos fizeram parte do evento internacional "Shut it Down for Palestine" ("Feche Tudo pela Palestina"). Na Black Friday, manifestantes realizaram um die-in em um shopping em Escondido. Em 2 de dezembro, cerca de 125 manifestantes pró-Palestina interromperam uma cerimônia de acendimento de árvore no Parque Balboa. Em 23 de dezembro, manifestantes pedindo um cessar-fogo marcharam pelo Parque Balboa por duas horas e meia. Em 24 de abril de 2024, dezenas de manifestantes judeus e palestino-americanos reuniram-se no Parque Balboa e entregaram cartas pedindo um cessar-fogo na casa da representante Sara Jacobs [en], nas proximidades. Em 4 de outubro, cerca de mil manifestantes participaram de um protesto pró-Palestina no centro da cidade.

#### Área da Baía de São Francisco

##### Figuras públicas e autoridades
Em 16 de outubro, a promotora distrital Brooke Jenkins [en] publicou e depois excluiu um post no X no qual chamou uma manifestação de ativistas antiguerra de "protesto pró-Hamas". Durante a conferência da APEC, manifestantes protestaram do lado de fora de um evento de arrecadação de fundos com a presença de Joe Biden e Kamala Harris, exigindo um cessar-fogo imediato. Dezenas de manifestantes antiguerra do Code Pink reuniram-se em frente à casa de Nancy Pelosi em 3 de dezembro, pedindo um cessar-fogo. Setecentos funcionários, em sua maioria de organizações judaicas progressistas, publicaram uma carta aberta a Biden pedindo um cessar-fogo.
Em 29 de janeiro de 2024, Nancy Pelosi foi filmada dizendo a um manifestante "Volte para a China" após ele pedir que ela apoiasse um cessar-fogo. Em 23 de fevereiro, manifestantes marcharam dentro do Hotel Fairmont, onde Joe Biden estava hospedado durante uma viagem de arrecadação, entoando: "Biden, Biden, você não pode se esconder, nós te acusamos de genocídio". Manifestantes também protestaram do lado de fora de seu evento de arrecadação. Em 20 de maio, cerca de 30 manifestantes protestaram do lado de fora de um evento do Clube de Harvard de São Francisco, onde Nancy Pelosi discursava. Um deles foi preso por interromper o discurso dentro do local.

##### Escolas e universidades

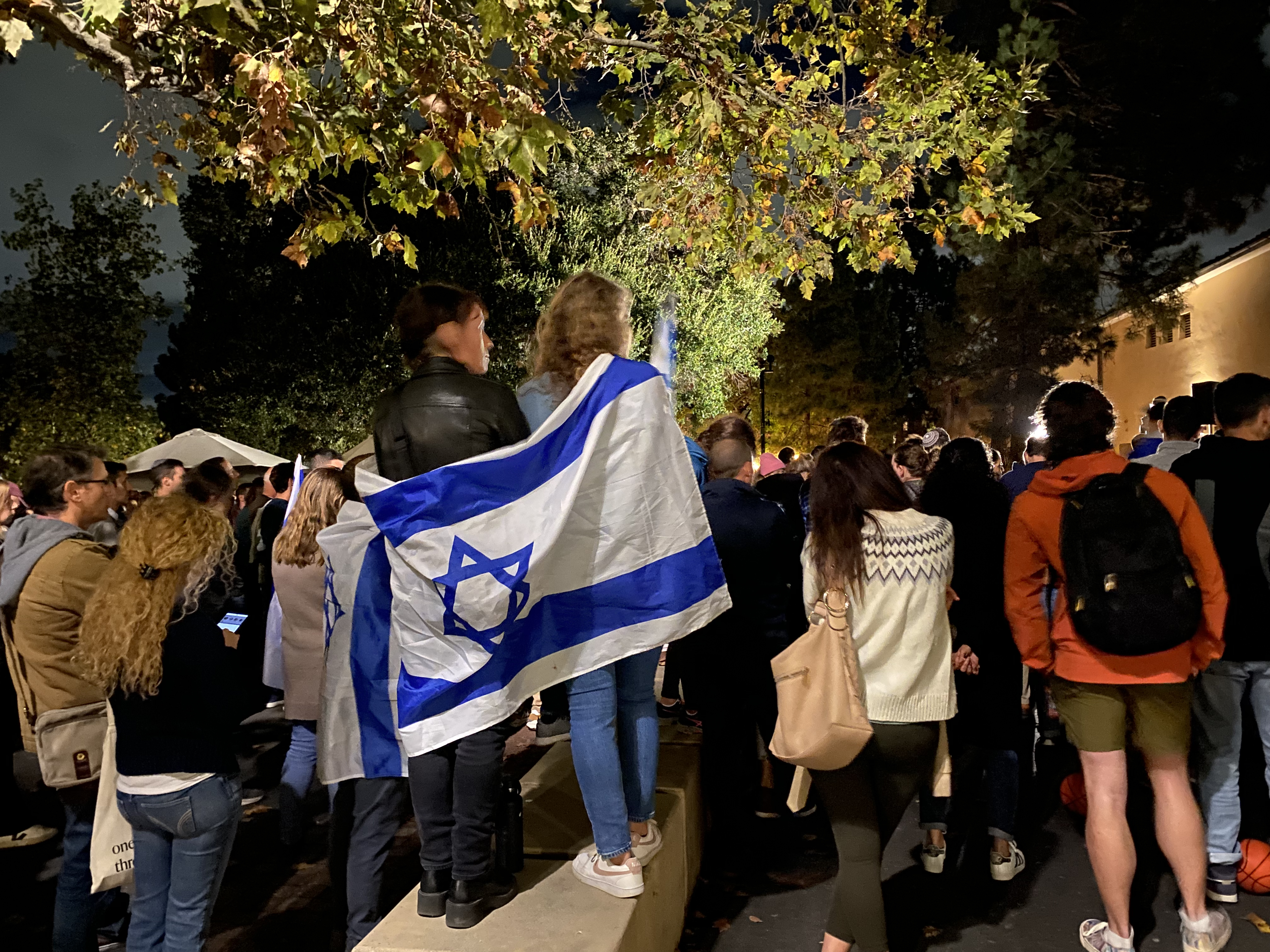
Protesto pró-Israel na Universidade Stanford, 10 de outubro de 2023

Em 18 de outubro, estudantes do ensino médio em São Francisco saíram das aulas em protesto contra o bombardeio de Gaza e para exigir um cessar-fogo imediato. A Escola Fremont High [en] em Oakland ganhou destaque por hastear a bandeira da Palestina no mastro principal do campus. Estudantes da UC Berkeley penduraram uma faixa com a bandeira palestina na Torre Sather [en] em um protesto não autorizado. No Vale Central, estudantes da Stanislaus State, UC Merced e Fresno State realizaram protestos no final de outubro. Em 22 de abril, estudantes da Cal Poly Humboldt ocuparam um prédio administrativo "em solidariedade aos estudantes de todo o país... pela Palestina". A vereadora de Arcata, Sara Schaefer, classificou a resposta policial massiva como "exagero".

##### Reuniões, protestos e marchas
Em São Francisco, várias centenas de manifestantes pacíficos marcharam em 15 de outubro em apoio a Gaza. Em 19 de outubro, o capítulo de São Francisco da Voz Judaica pela Paz acorrentou-se ao Edifício Federal de São Francisco [en] em protesto contra as ações israelenses em Gaza. Em 28 de outubro, cerca de 15 mil manifestantes marcharam em São Francisco, fechando a Rodovia Central por mais de uma hora. Antes da cúpula da Cooperação Econômica Ásia-Pacífico, manifestantes marcaram um carro autônomo com a inscrição "Free Gaza" (Libertem Gaza). Em 5 de novembro, um grupo liderado por judeus protestou contra um jantar de gala dos Amigos das Forças de Defesa de Israel no Museu de Aviação Hiller em San Carlos. Centenas de manifestantes antiguerra foram presos por ocupar o Edifício Federal de Oakland [en]. Em 16 de dezembro, cerca de 500 funcionários do Google protestaram contra o contrato de US$ 1,2 bilhão do  Projeto Nimbus da empresa com o governo e o exército israelense.
Em 5 de abril de 2024, um protesto organizado pelo grupo "Vigil4Gaza" ocorreu em frente à prefeitura de Palo Alto. Em 17 de abril, nove funcionários do Google foram presos por invasão de propriedade após realizarem um protesto sentado no campus da empresa em Sunnyvale contra o Projeto Nimbus. Em 3 de junho, setenta pessoas foram presas por ocuparem o Consulado de Israel em São Francisco.

##### Portos, estradas e pontes

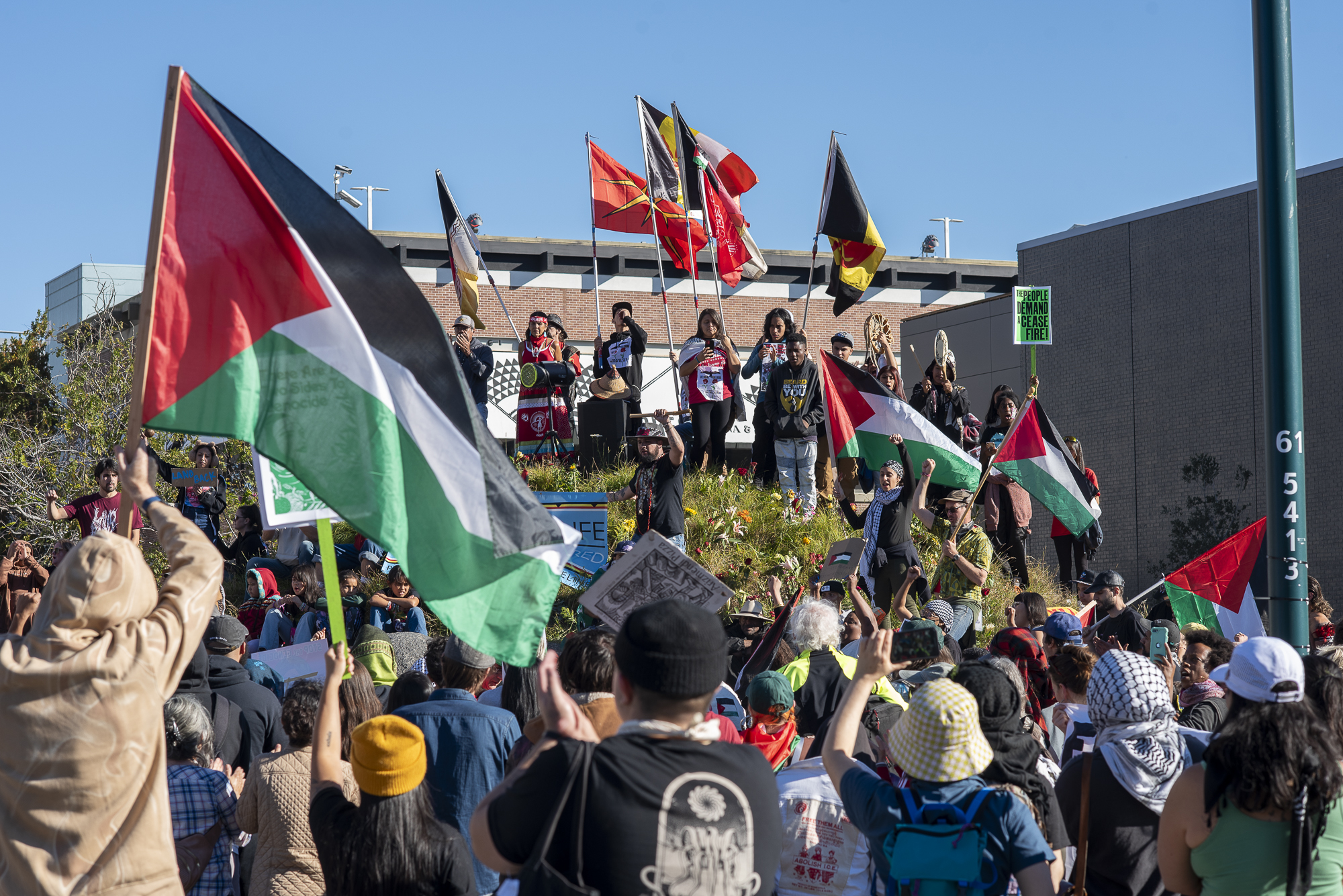
Protesto pró-Palestina em Emeryville, Califórnia, 24 de novembro de 2023

Em 3 de novembro de 2023, 200 manifestantes no Porto de Oakland [en] acorrentaram-se ao navio de suprimentos militares dos EUA MV Cape Orlando [en] para impedir sua partida rumo a Israel. Manifestantes antiguerra acorrentaram-se uns aos outros, bloqueando todo o tráfego na Ponte Golden Gate. Em 6 de dezembro, centenas de manifestantes colocaram sapatos infantis em frente à Ponte Golden Gate para simbolizar as crianças mortas no conflito. Em seguida, grupos inter-religiosos marcharam de ambas as extremidades da ponte, encontrando-se no meio para pedir um cessar-fogo. Um manifestante foi preso por escalar um mastro e hastear uma bandeira da Palestina. Manifestantes contrários à planejada ofensiva de Rafah [en] bloquearam a Ponte Golden Gate em 16 de fevereiro de 2024. Em 21 de fevereiro, manifestantes bloquearam a Rodovia 101 para exigir que Biden pare de armar Israel e estabeleça um cessar-fogo imediato. Em março de 2024, um grupo de ativistas construiu um cartaz em South San Francisco visível para aviões decolando do Aeroporto Internacional de São Francisco (SFO), pedindo o fim da ajuda militar a Israel. Manifestantes no SFO fecharam várias portas de segurança e estradas de acesso ao aeroporto, segurando faixas com os dizeres "Parem de Armar Israel". Em 31 de março, manifestantes acorrentaram-se ao USNS Harvey Milk [en] no Píer 32 em São Francisco.

### Idaho
Em Boise, manifestantes montaram um acampamento em frente ao Capitólio Estadual de Idaho no início de maio de 2024. O acampamento foi removido pela polícia alguns dias depois. Em 11 de julho, o diretor do Departamento de Administração de Idaho entrou com uma ação para revogar uma injunção de 2014 que permitia "tendas simbólicas" no Anexo do Capitólio de Idaho. Manifestantes organizados por Boise to Palestine, Friends of Idaho, BSU Students for Palestine e People’s University foram citados na ação.

### Montana
Em Missoula, manifestantes pró-Palestina denunciaram neonazistas que tentaram se juntar ao seu protesto no Tribunal do Condado de Missoula [en] e pediram que os judeus fossem "parados". Analistas afirmaram que essas ações faziam parte de tentativas de neonazistas e outros grupos de extrema-direita de sequestrar eventos pró-Palestina e anti-Israel para promover ideais antissemitas e anti-imigrantes.

### Oregon
Em 29 de outubro, ativistas em Portland protestaram contra a guerra, pedindo ao senador dos EUA Jeff Merkley que apoiasse um cessar-fogo. Estudantes pró-Palestina protestaram na Portland State University em 8 de novembro, exigindo que a universidade cortasse laços com a Boeing, que vende armas para Israel. Em 17 de novembro, o capítulo de Portland do Partido pelo Socialismo e Libertação organizou um protesto que bloqueou a entrada de uma fábrica da Boeing.
Em 2 de maio, um grupo autodenominado "Brigada Fantasma de Rachel Corrie" informou que cortou uma cerca em uma instalação policial de Portland e incendiou 17 viaturas policiais. Rachel Corrie foi uma ativista americana que morreu em 2003 enquanto protestava contra a destruição de casas palestinas em Gaza pelas FDI; ela foi esmagada por uma escavadeira israelense e faleceu.

### Washington
Em 29 de outubro, centenas manifestaram-se na Praça Pioneer [en] em Seattle em apoio à guerra de Israel contra o Hamas. Em 3 de novembro, ativistas da Voz Judaica pela Paz em Seattle protestaram em frente ao Edifício Federal Henry M. Jackson [en], exigindo que a senadora dos EUA Patty Murray pedisse um cessar-fogo. Em 6 de novembro, cerca de 300 pessoas bloquearam a entrada do Porto de Tacoma [en] para impedir que estivadores carregassem equipamentos militares e armas suspeitas no MV Cape Orlando. Em 11 de novembro, um protesto organizado pela Samidoun [en] (Rede de Solidariedade aos Prisioneiros Palestinos) bloqueou ruas perto do Centro de Westlake [en] em Seattle. Em 19 de novembro, centenas pediram um cessar-fogo na Space Needle. O protesto foi organizado pela Voz Judaica pela Paz.
Em 7 de dezembro, a polícia da Universidade de Washington em Seattle deteve 36 pessoas por ocuparem um prédio administrativo, exigindo que a universidade parasse de financiar Israel e a Boeing. Manifestantes bloquearam e fecharam uma rodovia em 7 de janeiro de 2024. Em 13 de março, manifestantes protestaram fora da Cúpula Aeroespacial e de Defesa contra os laços militares da Boeing com Israel.

## Respostas

### Universidades

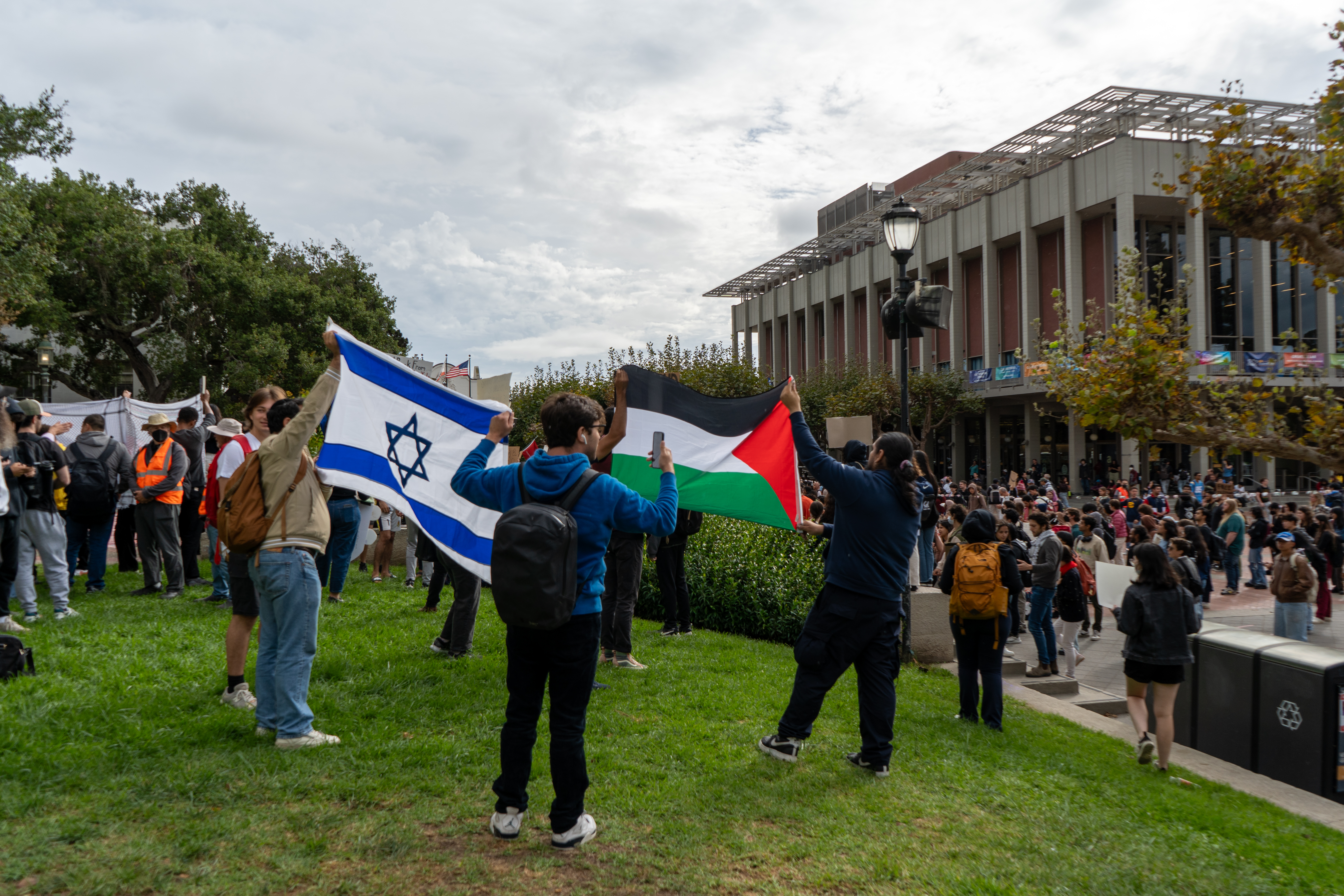
Manifestante e contramanifestante na Sproul Plaza da UC Berkeley, em 25 de outubro de 2023

Em 6 de novembro, a Universidade Brandeis tornou-se a primeira universidade privada dos Estados Unidos a proibir seu capítulo estudantil da organização Estudantes pela Justiça na Palestina (SJP, na sigla em inglês), alegando que a decisão foi motivada principalmente pelo "apoio da SJP ao grupo militante Hamas". Um porta-voz estudantil do capítulo da SJP contestou essa afirmação, classificando-a como "infundada" e declarando que "não recebemos nenhuma evidência que justifique a supressão do nosso direito à liberdade de expressão". A Fundação para os Direitos Individuais na Educação afirmou que "nenhum dos cânticos ou slogans citados pelo presidente Liebowitz [en] se aproxima dos critérios legais para incitação ou assédio" e que "Brandeis está punindo seus estudantes por nada além de advocacy política protegida". Em 10 de novembro, a Universidade Columbia suspendeu seus capítulos locais da SJP e da Voz Judaica pela Paz por repetidas violações das políticas de eventos no campus, impedindo-os de realizar atividades na universidade. A decisão de Columbia foi criticada por Naomi Klein e Noura Erakat [en]. Após a presidente da Universidade Harvard, Claudine Gay, condenar o slogan "do rio ao mar", mais de 100 professores assinaram uma carta aberta criticando sua censura. Em 14 de dezembro, a Universidade Rutgers tornou-se a primeira universidade pública a suspender seu capítulo da SJP devido a reclamações sobre comportamento disruptivo e vandalismo. Doadores de grandes universidades dos EUA retiraram milhões de dólares em doações em resposta às posturas das instituições diante da ofensiva do Hamas.
Em 24 de outubro, Ray Rodrigues [en], chanceler do Sistema Universitário Estadual da Flórida, emitiu uma ordem para dissolver todos os capítulos da organização nacional Estudantes pela Justiça na Palestina (NSJP) no sistema. Os capítulos da Universidade da Flórida e da Universidade do Sul da Flórida entraram com ações judiciais federais contra várias partes, incluindo Rodrigues e o governador Ron DeSantis, com base em questões constitucionais relacionadas à medida. Em 5 de dezembro, o Departamento de Educação da Louisiana abriu uma investigação de direitos civis contra a Universidade Tulane após uma briga em um protesto pró-Palestina em 26 de outubro. A Universidade Americana anunciou a proibição de protestos dentro de prédios universitários. O Fundo Legal Muçulmano da América [en] processou a Universidade Harvard por não proteger estudantes muçulmanos e árabes de assédio. A União Americana pelas Liberdades Civis publicou uma carta aberta pedindo às universidades que não iniciem "investigações infundadas" contra grupos estudantis pró-Palestina.
O Ministério das Relações Exteriores de Israel anunciou em 25 de novembro a criação de uma força-tarefa para combater "aqueles que geram antissemitismo nos campi" nos Estados Unidos. Em fevereiro de 2024, a ACLU assinou uma carta ao Secretário de Educação dos EUA, Miguel Cardona, pedindo que ele rejeitasse a redefinição de antissemitismo para incluir críticas políticas ao governo de Israel, argumentando que isso levaria a violações da Primeira Emenda à Constituição dos Estados Unidos.

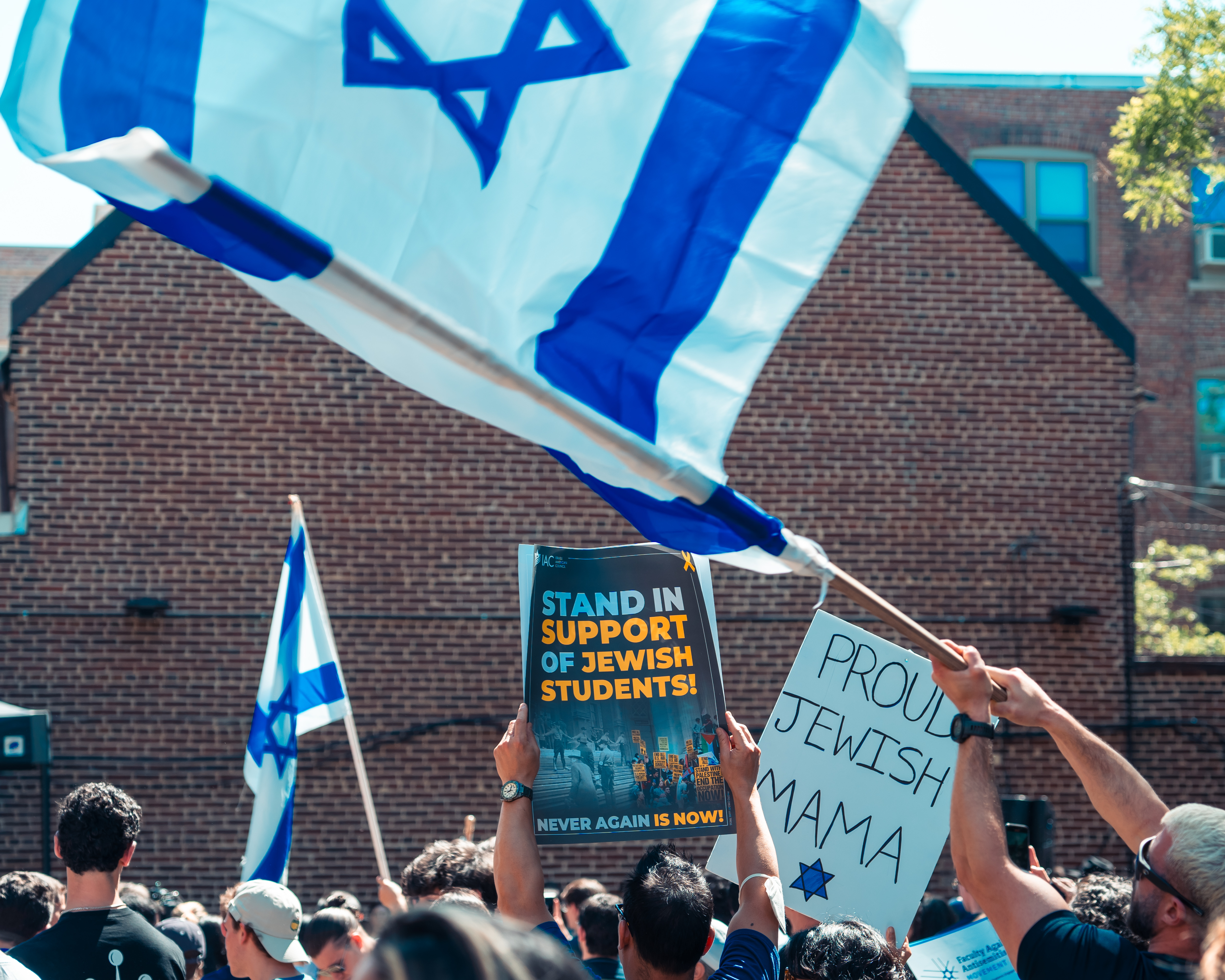
Protesto contra o antissemitismo em campi americanos na Universidade George Washington em Washington, D.C., maio de 2024

Após Bret Gustafson, professor da WashU, publicar online seu apoio a um protesto em frente à casa do presidente da AIPAC, a universidade declarou que as opiniões de Gustafson não refletem as da instituição e que não toleraria "discriminação, assédio ou comportamento ameaçador". Jairo Fúnez-Flores, professor da Universidade de Tecnologia do Texas, foi suspenso por suas postagens em redes sociais relacionadas ao conflito. Michel DeGraff [en], professor de linguística no MIT, recebeu advertências formais e teve um aumento salarial negado após propor um curso sobre a linguagem usada para descrever o conflito israelo-palestino. Maura Finkelstein, do Faculdade Muhlenberg [en], foi demitida por repostar um poema no Instagram.
Elizabeth Magill [en], presidente da Universidade da Pensilvânia, renunciou em 9 de dezembro após um depoimento no Congresso no qual afirmou que a questão de se chamados por uma "intifada" ou o uso da frase "do rio ao mar" violam o código de conduta da universidade é uma "decisão dependente de contexto". Em janeiro de 2024, a Universidade de Indiana demitiu Abdulkader Sinno, professor titular de ciências políticas, em resposta à pressão política de legisladores republicanos do estado. Estudantes da Universidade Northwestern enfrentaram acusações criminais por publicar um jornal paródico pró-Palestina sob uma lei originalmente usada contra a Ku Klux Klan. O capítulo de Nova Iorque da ACLU informou à Universidade Columbia que ela deve restabelecer os capítulos da Voz Judaica pela Paz e dos Estudantes pela Justiça na Palestina ou enfrentar um desafio legal por violações da Primeira Emenda. Em 12 de março, a União pelas Liberdades Civis de Nova Iórque [en] e o Palestine Legal processaram a Universidade Columbia por banir os grupos.
Estudantes nos Estados Unidos relataram temores de perder oportunidades de emprego futuras por participarem de protestos contra ações militares em Gaza. Até abril de 2024, centenas de estudantes foram presos, suspensos, colocados em liberdade condicional ou expulsos, incluindo 50 estudantes detidos em Barnard. Em junho de 2024, legisladores da Pensilvânia apresentaram um projeto de lei que bloquearia o financiamento estadual para qualquer universidade que desinvestisse de "atividades financeiras comerciais em Israel", exceto por desempenho de investimento ruim. Em outubro de 2024, a ACLU, a Anistia Internacional e a Human Rights Watch emitiram uma declaração conjunta alertando que as forças policiais em 20 campi universitários dos EUA usaram força potencialmente excessiva contra manifestantes pró-Palestina, em violação do direito internacional.

### Doxxing
A Coalizão Israel no Campus [en] teria se envolvido em espionagem secreta contra organizações estudantis pró-Palestina. A Accuracy in Media [en] enviou caminhões de doxxing para Yale e Columbia, exibindo nomes e rostos de estudantes sob uma faixa que os rotulava como "principais antissemitas" no campus. A Canary Mission [en] publicou as identidades e imagens de estudantes de Harvard envolvidos na redação de uma carta aberta, publicada em 7 de outubro, que considerava "o regime israelense inteiramente responsável por toda a violência em curso".

### Demissões
Susan Sarandon foi dispensada em novembro de 2023 pela United Talent Agency [en] em resposta a comentários feitos em um protesto pró-Palestina que ela participou naquele mês; Sarandon posteriormente pediu desculpas pela forma como expressou suas declarações. Um funcionário do Google foi demitido por "interferir em um evento oficial patrocinado pela empresa" após interromper Barak Regev ao declarar: "Eu me recuso a desenvolver tecnologia que capacite o genocídio". Em maio de 2024, uma enfermeira do NYU Langone Health [en] foi demitida por chamar a guerra de genocídio. Em outubro de 2024, funcionários da Microsoft foram demitidos após organizarem uma vigília para palestinos mortos em Gaza.

### Político

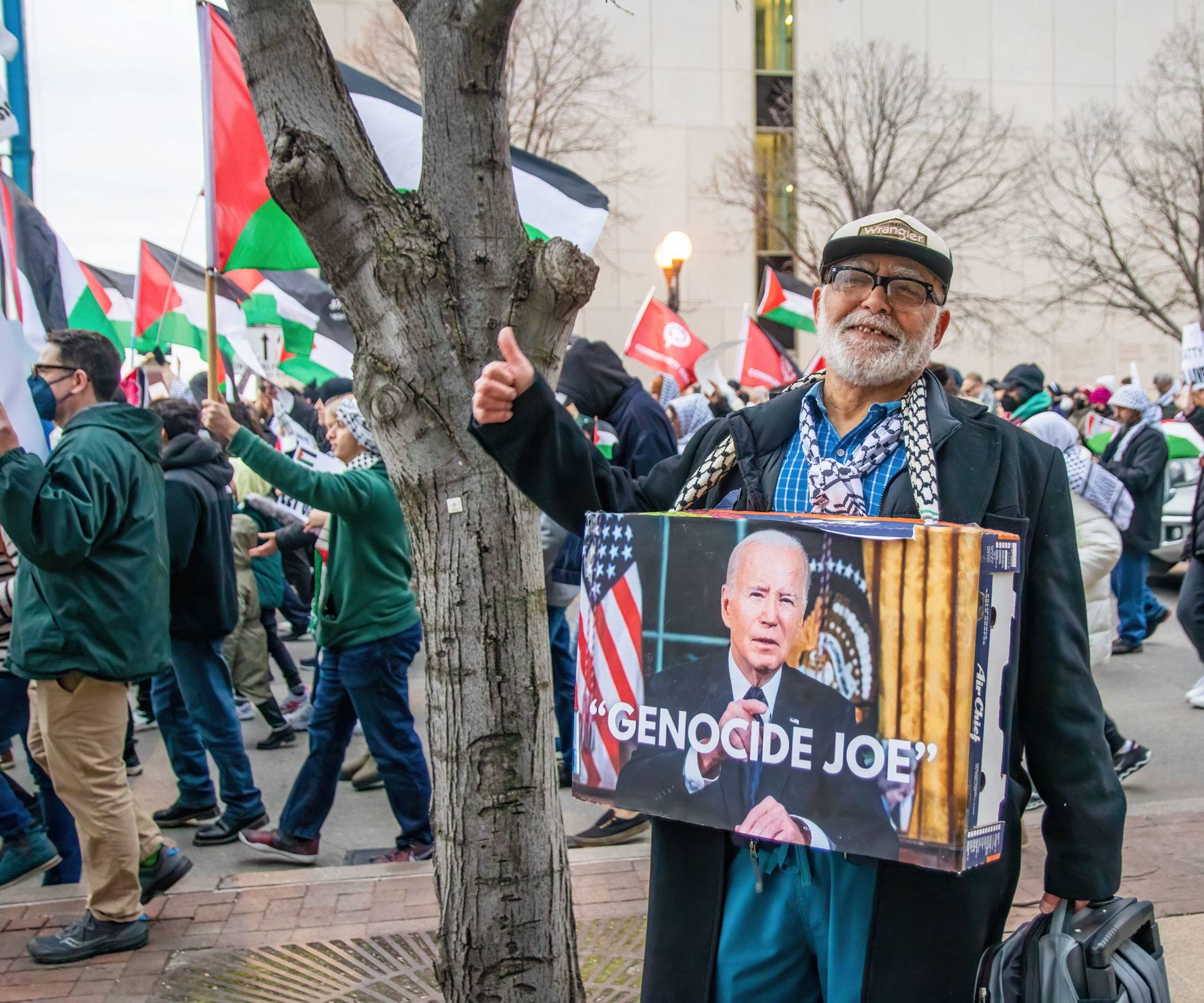
Protesto pró-Palestina em Columbus, Ohio, 22 de dezembro de 2023

Nancy Pelosi enfrentou críticas após sugerir que alguns manifestantes contra a guerra estavam sendo financiados por Vladimir Putin e deveriam ser investigados pelo FBI. Abdullah Hammoud, prefeito democrata de Dearborn, Michigan (cidade com uma das maiores comunidades árabes-americanas), escreveu: "Então, com base nas declarações de Nancy Pelosi, 76% dos democratas, 49% dos republicanos e 61% dos americanos são potencialmente agentes pagos da Rússia que estão promovendo a mensagem de Putin ao pedir um cessar-fogo?"
Em outubro de 2024, a Heritage Foundation lançou um documento intitulado "Projeto Esther: Uma Estratégia Nacional para Combater o Antissemitismo", no qual detalhou um plano para combater o que chamou de "Rede de Apoio ao Hamas", composta por organizações sem fins lucrativos e grupos ativistas como Muçulmanos Americanos pela Palestina [en], Voz Judaica pela Paz e Estudantes pela Justiça na Palestina.

#### Lobbying
O Comitê Americano-Israelense de Assuntos Públicos enviou um e-mail aos seus apoiadores pedindo que entrassem em contato com seus senadores para se opor a uma medida apresentada pelo senador americano Bernie Sanders para investigar as práticas de direitos humanos de Israel.
Em 10 de janeiro de 2024, o The Jewish Forward relatou que a Liga Antidifamação estava incluindo protestos pró-Palestina em suas contagens de incidentes antissemitas nos Estados Unidos.
Grupos de direitos civis, como o Comitê Americano-Árabe Antidiscriminação e o Palestine Legal, descreveram a resposta às críticas a Israel nos Estados Unidos como "macartista".

#### Legislação
Os senadores Thom Tillis e Marsha Blackburn apresentaram a Lei das Ruas Seguras e Abertas para tornar crime federal bloquear uma estrada ou rodovia pública, como uma forma de criminalizar protestos pró-Palestina.
A "Lei de Conscientização sobre o Antissemitismo", liderada pelos republicanos, mas também apoiada por muitos democratas, foi aprovada na Câmara dos Representantes dos Estados Unidos em 1º de maio de 2024, por 320 votos a 91, e seguiu para o Senado. O projeto pretende adicionar a definição operacional de antissemitismo aprovada pela Aliança Internacional de Memória do Holocausto ao Título VI da Lei dos Direitos Civis de 1964, que proíbe "exclusão de participação, negação de benefícios e discriminação em programas financiados federalmente com base em raça, cor ou origem nacional". A deputada democrata Sara Jacobs [en], que é judia, disse que se opôs ao projeto porque "ele falha em abordar efetivamente o aumento real do antissemitismo, ao mesmo tempo em que corta o financiamento de faculdades e universidades em todo o país e pune muitos, senão todos, os manifestantes não violentos que se pronunciam contra a conduta militar israelense".

Protesto pró-Israel em Washington, D.C., em outubro de 2024

Organizações como a Liga Antidifamação e a Conferência de Presidentes das Principais Organizações Judaicas Americanas [en] elogiaram o projeto, que se baseia em definições da Aliança Internacional para a Memória do Holocausto criticadas por 100 organizações da sociedade civil israelenses e internacionais, que escreveram ao Secretário-Geral da ONU, António Guterres, em 2023, pedindo que a ONU não adotasse essas definições.
Em 2024, o Condado de Nassau, em Nova Iorque, aprovou uma proibição de máscaras faciais, resultando na prisão de um manifestante de 26 anos em setembro de 2024.

#### Investigações
Em 24 de janeiro de 2024, o Palestine Legal informou ter recebido relatos de ativistas que publicaram em redes sociais críticas ao "genocídio de palestinos em Gaza por Israel" sendo visitados pelo FBI. Em março de 2024, professores da Universidade da Pensilvânia processaram a instituição para impedi-la de enviar ao Congresso documentos relacionados a protestos pró-Palestina no campus, argumentando que se opunham a uma "nova forma de macartismo, na qual acusações de antissemitismo substituem as insinuações de tendências comunistas que foram ferramentas de opressão na década de 1950".

### Processos judiciais
Em maio de 2024, nove israelenses processaram organizações americanas de defesa pró-Palestina em um tribunal federal na Virgínia, acusando-as de disseminar "propaganda" nos Estados Unidos. Um advogado da Muçulmanos Americanos pela Palestina declarou: "Isso é absolutamente uma ameaça à liberdade de expressão, e é uma ameaça à liberdade de expressão em qualquer frente".